# Tresses
Pour les articles homonymes, voir Tresse (homonymie).
Tresses [tʁɛs] est une commune du Sud-Ouest de la France, située dans le département de la Gironde, en région Nouvelle-Aquitaine.

## Géographie

### Localisation
Commune de l'aire d'attraction de Bordeaux située dans son unité urbaine sur le plateau de l’ Entre-deux-Mers (70 à 80 m d’altitude), au contact de la métropole de Bordeaux, la commune de Tresses s’étend entre la route nationale 89 au nord et la route départementale 936 au sud. Une fraction communale s'étend au-delà de la RD 936 au contact des communes de Bouliac et Carignan-de-Bordeaux. Le cœur de la commune de Tresses se place à mi-distance de ces deux grandes voies de communication : la mairie, l’église, les écoles, divers équipements, un pôle médical et un ensemble de commerces matérialisent cette centralité. Toutefois, les entreprises liées à l’économie de l’agglomération bordelaise s’installent le long de la RD 936 désormais reliée à la  rocade.
Aujourd’hui, Tresses connaît une situation comparable à la totalité des communes qui se trouvent sous l’influence de la métropole bordelaise. Elle peut se targuer des caractères d’une commune rurale en raison de l’emprise encore très forte des activités agricoles et des espaces naturels. En même temps, sa population croît principalement au rythme des mouvements migratoires en provenance de l’agglomération bordelaise. Ces nouveaux venus y conservent leur emploi. En 1999, sur 1700 actifs, moins de 300 (une soixantaine d’artisans et de commerçants auxquels il faut ajouter leurs salariés) ont une profession dans la commune de Tresses, tous les autres partent travailler dans l’unité urbaine, c'est-à-dire la métropole de Bordeaux et les communes limitrophes.[Passage à actualiser]

### Communes limitrophes
Les communes limitrophes sont Yvrac, Carignan-de-Bordeaux, Artigues-près-Bordeaux, Bouliac, Fargues-Saint-Hilaire, Floirac et Pompignac.
|                        | Yvrac                        |                       |
| Artigues-près-Bordeaux | Tresses                      | Pompignac             |
| Floirac                | Bouliac/Carignan-de-Bordeaux | Fargues-Saint-Hilaire |

### Climat
Pour des articles plus généraux, voir Climat de la Nouvelle-Aquitaine et Climat de la Gironde.
Historiquement, la commune est exposée à un climat océanique aquitain.  
En 2020, Météo-France publie une typologie des climats de la France métropolitaine dans laquelle la commune est exposée à un climat océanique et est dans la région climatique  Aquitaine, Gascogne, caractérisée par une pluviométrie abondante au printemps, modérée en automne, un faible ensoleillement au printemps, un été chaud (19,5 °C), des vents faibles, des brouillards fréquents en automne et en hiver et des orages fréquents en été (15 à 20 jours).
Pour la période 1971-2000, la température annuelle moyenne est de 12,8 °C, avec une amplitude thermique annuelle de 14,2 °C. Le cumul annuel moyen de précipitations est de 885 mm, avec 11,8 jours de précipitations en janvier et 6,7 jours en juillet. Pour la période 1991-2020, la température moyenne annuelle observée sur la station météorologique la plus proche, située sur la commune de Cadaujac à 11 km à vol d'oiseau, est de 13,8 °C et le cumul annuel moyen de précipitations est de 918,3 mm,. Pour l'avenir, les paramètres climatiques de la commune estimés pour 2050 selon différents scénarios d’émission de gaz à effet de serre sont consultables sur un site dédié publié par Météo-France en novembre 2022.

## Urbanisme

### Typologie
Au 1er janvier 2024, Tresses est catégorisée ceinture urbaine, selon la nouvelle grille communale de densité à sept niveaux définie par l'Insee en 2022.
Elle appartient à l'unité urbaine de Bordeaux, une agglomération intra-départementale regroupant 73  communes, dont elle est une commune de la banlieue,,. Par ailleurs la commune fait partie de l'aire d'attraction de Bordeaux, dont elle est une commune de la couronne,. Cette aire, qui regroupe 275 communes, est catégorisée dans les aires de 700 000 habitants ou plus (hors Paris),.

### Occupation des sols

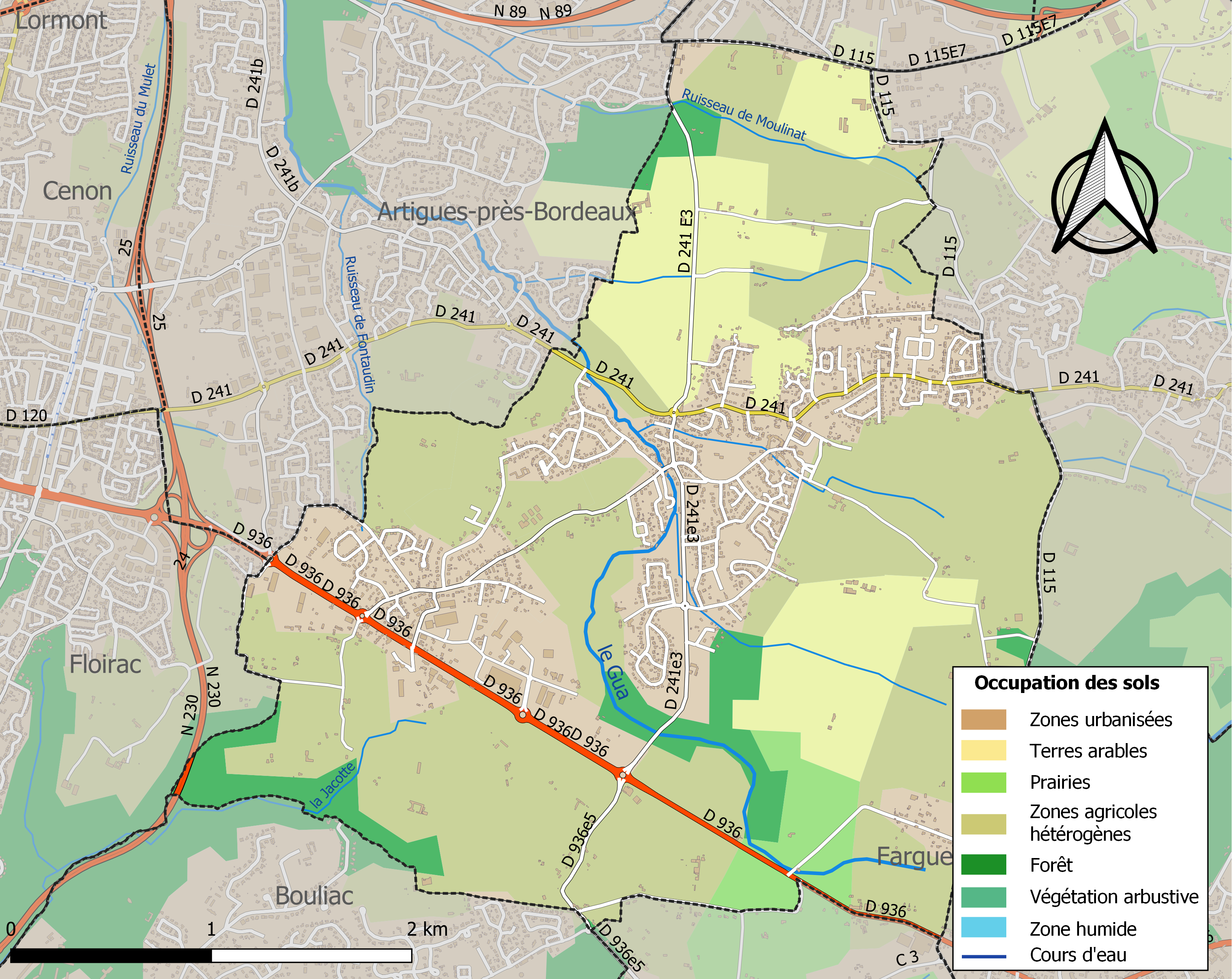
Carte des infrastructures et de l'occupation des sols de la commune en 2018 (CLC).

L'occupation des sols de la commune, telle qu'elle ressort de la base de données européenne d’occupation biophysique des sols Corine Land Cover (CLC), est marquée par l'importance des territoires agricoles (66,1 % en 2018), en diminution par rapport à 1990 (80,3 %). La répartition détaillée en 2018 est la suivante : 
zones agricoles hétérogènes (48,2 %), zones urbanisées (24,9 %), cultures permanentes (14,7 %), forêts (6,1 %), prairies (3,2 %), zones industrielles ou commerciales et réseaux de communication (2,9 %). L'évolution de l’occupation des sols de la commune et de ses infrastructures peut être observée sur les différentes représentations cartographiques du territoire : la carte de Cassini (XVIIIe siècle), la carte d'état-major (1820-1866) et les cartes ou photos aériennes de l'IGN pour la période actuelle (1950 à aujourd'hui).

### Aménagement et développement du territoire communal
(avril 2015).

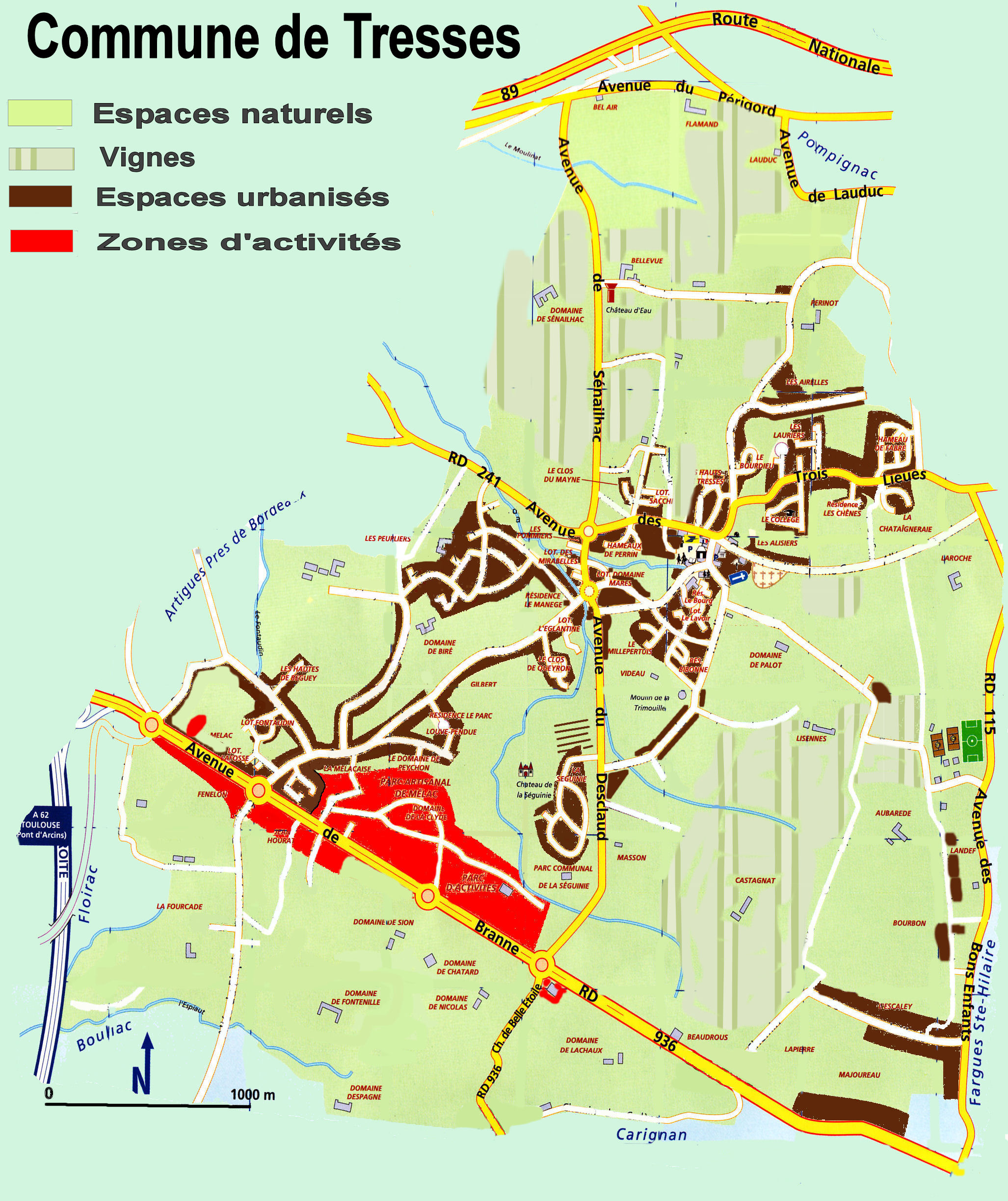
La commune de Tresses en 2008

La stratégie du conseil municipal et de son maire (en place depuis trente ans) consiste à répartir les programmes immobiliers dans le temps afin qu’il ne soit plus nécessaire de construire de nouveaux équipements, scolaires notamment. De plus, une part de ce nouveau bâti doit comprendre des logements sociaux, la commune ne respectant pas encore les impératifs de la loi SRU (Solidarité et renouvellement urbain). Le POS (plan d’occupation des sols) établi au début des années 1980, transformé récemment en PLU (plan local d’urbanisme) porte cette volonté et encadre les évolutions futures.
Cette planification dans le temps et dans l’espace est d’autant plus aisée que les terres appartiennent à quelques grands propriétaires. Si quelques importantes opérations immobilières (Hameau de Perrin, Les Peupliers, La Séguinie…) résultent de la mise en lotissements d’anciennes terres agricoles, quelques amples domaines viticoles constituent un frein efficace (en raison de leur valeur foncière et financière) à la poussée urbaine et canalisent les zones constructibles le long des principales voies de circulation. Ces vastes ensembles viticoles de plusieurs dizaines d’hectares encerclent le village : entre le centre-bourg et la RN89, les propriétés Sénailhac et Lauduc ; entre le centre-bourg et la limite Pompignac, château Lisenne; s’y ajoutent quelques exploitations plus petites au sud de la RD 936.
De ce fait, l’urbanisation future n’est possible que dans la proximité du centre-bourg, notamment sur une partie des terres inexploitées du Domaine de Palot, ainsi que sur les parcelles comprises entre la route conduisant à Mélac et celle menant à Carignan. La principale opération immobilière actuelle est la ZAC (zone d’aménagement concertée) de la Séguinie où sont associés habitat locatif (dont une majorité de logements sociaux) et individuel.
Toute une série d’actions ont renforcé l’attractivité du centre-bourg. Ainsi est née une « allée marchande » où se regroupent aujourd’hui quelques commerces (boucherie, supérette) et surtout un grand nombre de services à la personne : banques et assurances, pharmacie, coiffeurs… En outre, quelques ambulants proposent tous les samedis des produits alimentaires sur le marché qui se tient face à la mairie.
L’achèvement de la rocade rive droite, la mise à deux fois deux voies de la RD 936 de la rocade jusqu'au départ de la future déviation de Fargues-Saint-Hilaire, donnent une réelle attractivité à cet axe pour accueillir des activités économiques consommatrices d’espace. L’implantation d’un Jardiland sur le territoire d'Artigues conforte cette vocation commerciale et artisanale. La plupart des entreprises s’alignent en façade de la route départementale. La présence voyante de deux affaires de transport, l’existence de nombreux garages, de stations d’essence, témoignent de l’ampleur des flux de circulation en raison de la proximité de l’échangeur sur la rocade. Dans une seconde phase, on voit naître des zones d’activités de taille modeste, toutes installées sur la commune de Tresses. Leur remplissage a été lent, mais la demande se fait de plus en plus forte. Les retombées fiscales (taxe professionnelle unique) sont aujourd’hui partagées par l’ensemble des bourgs de la Communauté de Communes des Coteaux bordelais à laquelle adhère Tresses.

### Quatre fois plus d’habitants sur un demi-siècle
L’évolution de la population sur près de cinquante ans met en évidence le passage d’une commune rurale à celui d’une commune périurbaine. En 1962, Tresses comptait à peine 1 000 habitants répartis entre près de 300 résidences principales. Les indicateurs démographiques étaient positifs : plus de naissances (122) que de décès (80) et un solde migratoire positif. Le recensement de 1968 a enregistré une progression minime de la population (+ 128) reposant toujours sur un solde naturel favorable et l’arrivée de migrants.
Le changement de rythme est intervenu dans les années 1970. Déjà le recensement de 1975 relevait 600 habitants supplémentaires et quelque 200 constructions nouvelles dans des lotissements. Le recensement suivant, en 1982, a confirmé cette tendance : Tresses comptait 1000 résidents de plus, soit 2 695 habitants et quelque 300 nouveaux pavillons. Comme le solde naturel a peu changé (moins de 200 naissances pour un peu plus de 100 décès), il faut chercher du côté des migrations les raisons de cette mutation. La construction de deux nouveaux ponts durant cette décennie a mis la commune à moins de vingt minutes du centre de Bordeaux. Elle peut donc accueillir des familles à la recherche de la nature et disposant d’une voiture. Toutefois, la majorité des nouveaux venus provenait des communes proches de la métropole de Bordeaux : Cenon, Floirac et Lormont. Les classes moyennes installées dans les grands ensembles, où des problèmes commençaient à apparaître, ont été attirées par les disponibilités et les prix du foncier. De part et d’autre du centre-bourg, dans les lotissements construits le long de la route départementale reliant Pompignac et Tresses à Cenon, se sont implantées des familles aux revenus modestes.
En 2007, le recensement avance la valeur provisoire de 3 928 habitants, soit un peu de 1 000 de plus qu’en 1982, essor réalisé plus lentement cette fois-ci, en un quart de siècle. La commune demeure toujours très attractive puisque les migrations continuent d’assurer l’essentiel de cette croissance, mais l’implantation des constructions est maintenant sous contrôle.

### La société tressoise
(avril 2015).
Le rôle des mouvements migratoires dans l’évolution de la population explique en grande partie les caractères démographiques de la population de Tresses. C’est une commune jeune si on se réfère au moins de 25 ans qui représentent un peu plus de 30 % des résidents alors que ce pourcentage est de 25 % environ pour la France entière. Paradoxalement, le taux de natalité est particulièrement bas (moins de 10‰), en baisse régulière, tout en restant supérieur au taux de mortalité (8‰). Ceci résulte de la venue de jeunes couples avec des enfants. Pour autant, la part des adultes de 25 à 60 ans (55 %) est inférieure de 3 % à ce que l’on observe pour l’ensemble de la population française parce que les jeunes adultes qui entrent sur le marché du travail quittent la commune. C’est donc la tranche des 40 à 59 ans qui domine avec un peu plus du tiers de la population.
Des données disponibles en 1999 sur la population active il est possible de mettre en exergue que 90 % des Tressois ont un emploi, valeur sensiblement identique chez les hommes et les femmes. Comme dans le reste du pays, ce sont les jeunes qui ont le plus de mal à décrocher un travail et ce sont eux qui sont le plus souvent en temps partiel. À noter que le quart de la population active de Tresses est titulaire de la fonction publique, pourcentage plus élevé chez les femmes que chez les hommes.
Le revenu moyen des ménages tressois (2004) s’établit à un peu plus de 21 000 euros par an, valeur sensiblement identique à celle d'Artigues, moindre qu’à Bouliac (plus de 26 000 euros par an), mais près de deux fois plus élevée que les revenus des ménages des communes voisines de la CUB (Cenon, Floirac et Lormont). L’analyse des catégories sociales montre que plus de la moitié de la population active appartient au groupe des ouvriers (en recul) et des employés (80 % sont des femmes), pour un quart aux professions intermédiaires, le reste se répartissant entre les cadres (12 %) et les artisans/commerçants. Au recensement de 1999, on ne compte plus que quatre agriculteurs déclarés. Cette composition sociale n’est guère éloignée de celle observée en France. La principale particularité tient au fait que 80 % des habitants de Tresses sont propriétaires de leur résidence principale, ce qui témoigne d’une réelle capacité d’investissement, surtout depuis une dizaine d’années en raison de la flambée des prix sur le foncier et le bâti. Le nombre des locataires (environ 20 %) s’accroît en relation avec l’effort réalisé pour proposer des logements sociaux et permettre aux jeunes ménages de demeurer sur la commune.
Si les Tressois font leurs achats dans les grandes surfaces de l’agglomération, si leur vie culturelle bénéficie de l’offre de la ville de Bordeaux et de quelques communes de la CUB, ils ont aussi une vie sociale très forte sur leur territoire en s’impliquant dans un nombre élevé d’associations et en profitant d’une multitude d’activités de loisirs. En raison de la jeunesse de la population, du dynamisme des adultes, la demande est très forte. La commune a dû investir dans de coûteux équipements pour satisfaire cette demande en constante progression : salle de basket, terrains de tennis couvert, stade de football, salle polyvalente, « maisons » pour loger les différentes associations. Ainsi, plusieurs immeubles du centre-bourg ont été achetés pour répondre à cette demande. Cet effort se vérifie aussi sur le plan des commerces et des services qui ont été fixés au cœur du bourg pour en accroître la centralité.

### Perspectives
(avril 2015).

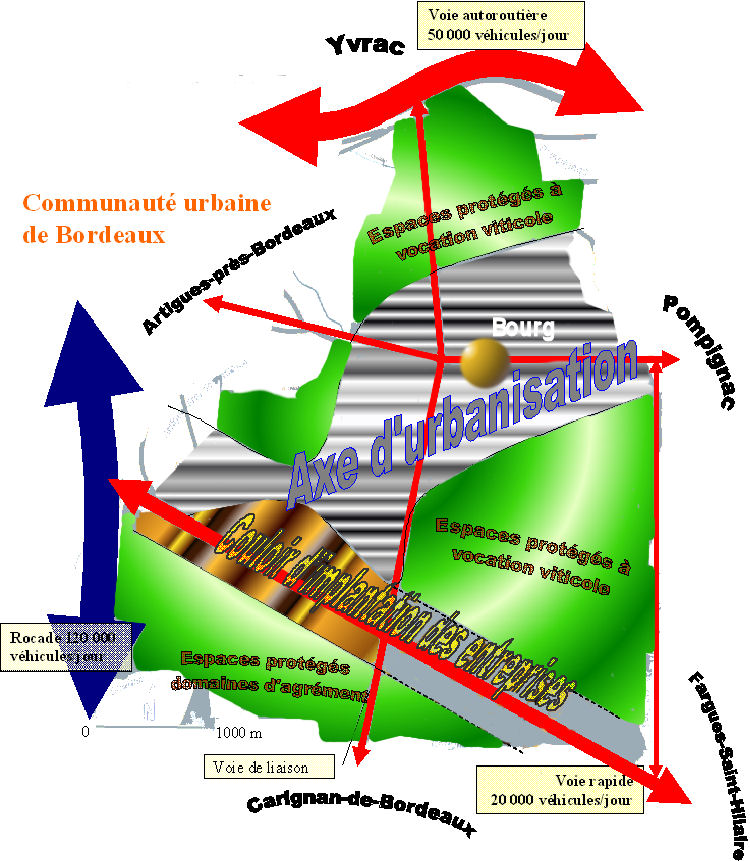
Tresses: dynamiques et planification

Le PLU qui table sur 6 000 habitants à Tresses à l’horizon 2020, consacre la poursuite du développement des activités économiques le long de la RD 936 et affirme vouloir préserver l’environnement et la vocation viticole. Ces objectifs paraissent réalistes au regard de l’évolution au cours des vingt dernières années. Toutefois, ils pourraient être contrariés ou réorientés en raison des dynamiques à l’œuvre sur l’ensemble de l’agglomération bordelaise. L’accélération de l’étalement urbain dans les communes de l’Entre-deux-Mers induira forcément des pressions sur le territoire Tressois en relation avec la croissance des flux de circulation. Si la commune n’est pas directement concernée par les déplacements qui transitent par la voie rapide en provenance du Libournais, il n’en est pas de même de la RD 936 empruntée par des rurbains qui s’installent de plus en plus loin au rythme de la montée des prix du foncier et des terrains disponibles dans les communes rurales. Ce trafic de plus en plus dense (plus de 15 000 véhicules par jour en 2004) a nécessité la mise à deux fois deux voies depuis la rocade tandis que la déviation de Fargues-Saint-Hilaire s’annonce à l’horizon 2010-2015 afin de faire disparaître le bouchon qui paralyse cette commune aux heures de pointe. Non seulement la RD 936 supportera des trafics intolérables pour toute vie résidentielle, mais il est à craindre en plus, dans la continuité de la situation actuelle, que le développement du bâti, tant en limite de voirie que dans les zones d’activités proches, offre tous les défauts de l’urbanisme non maîtrisé des entrées de ville.
En outre, le reste du territoire communal n’est pas à l’abri des transferts de circulation. En premier lieu, la RD 241, qui dessert toute une série de zones habitées (Sallebœuf, Pompignac, Tresses, une partie d'Artigues), voit son débit augmenter au rythme des constructions qui se multiplient dans les communes. Cette voie est aussi utilisée chaque fois que des difficultés de circulation se manifestent sur la RD 936, notamment dans le franchissement de Fargues-Saint-Hilaire car elle constitue un moyen de rejoindre Bordeaux-centre ou de se connecter à la rocade. Si les récents travaux sur la RD 241 freinent la vitesse des véhicules et sécurisent la traversée du bourg de Tresses, il n’en reste pas moins que le trafic devrait continuer de croître. Plus déterminant encore, la RD 241E3, parallèle à la rocade, est empruntée par les véhicules chaque fois que cette dernière et, par ricochet, la voie rapide en direction de Libourne enregistrent des embarras de circulation. Là encore le nombre de véhicules progresse régulièrement.
Les éléments qui précèdent montrent que Tresses est tout à la fois aux portes de la CUB et de l’Entre-deux-Mers. Les réflexions sur les orientations futures devront s’inscrire dans ces contraintes. Se pose déjà et se posera encore plus dans le futur la question des liens que la commune entretiendra avec le cœur du noyau urbanisé de l’agglomération de Bordeaux. La majeure partie des actifs y travaille tandis que d’autres salariés, dans d’autres communes, viennent travailler à Tresses. Ce chassé-croisé prendra de l’ampleur avec la construction de nouvelles zones d’activités dans le cadre de l’intercommunalité. La dispersion de l’habitat en raison du modèle pavillonnaire rend difficile le développement des transports en commun comme le montre le taux d’occupation médiocre sur les dessertes départementales, mises en place par le Conseil Général, transitant par Tresses. Enfin, si la planification territoriale est un facteur indispensable en matière de maîtrise de l’aménagement, de prévision dans le développement économique et de préservation de l’environnement, il n’a jamais empêché que l’urbanisation progresse dans les espaces les mieux protégés. Il n’est qu’à observer ce que sont devenus les coulées vertes dans le schéma directeur de l’agglomération bordelaise ! La commune de Tresses est en première ligne, au contact des communes de la CUB déjà très fortement et souvent très densément occupées. Nul doute que la réflexion sur son avenir passe par une analyse intégrant une perception plus globale des dynamiques territoriales sur les marges de la métropole.

### Risques majeurs
Le territoire de la commune de Tresses est vulnérable à différents aléas naturels : météorologiques (tempête, orage, neige, grand froid, canicule ou sécheresse), mouvements de terrains et séisme (sismicité faible). Un site publié par le BRGM permet d'évaluer simplement et rapidement les risques d'un bien localisé soit par son adresse soit par le numéro de sa parcelle.
Les mouvements de terrains susceptibles de se produire sur la commune sont des tassements différentiels.

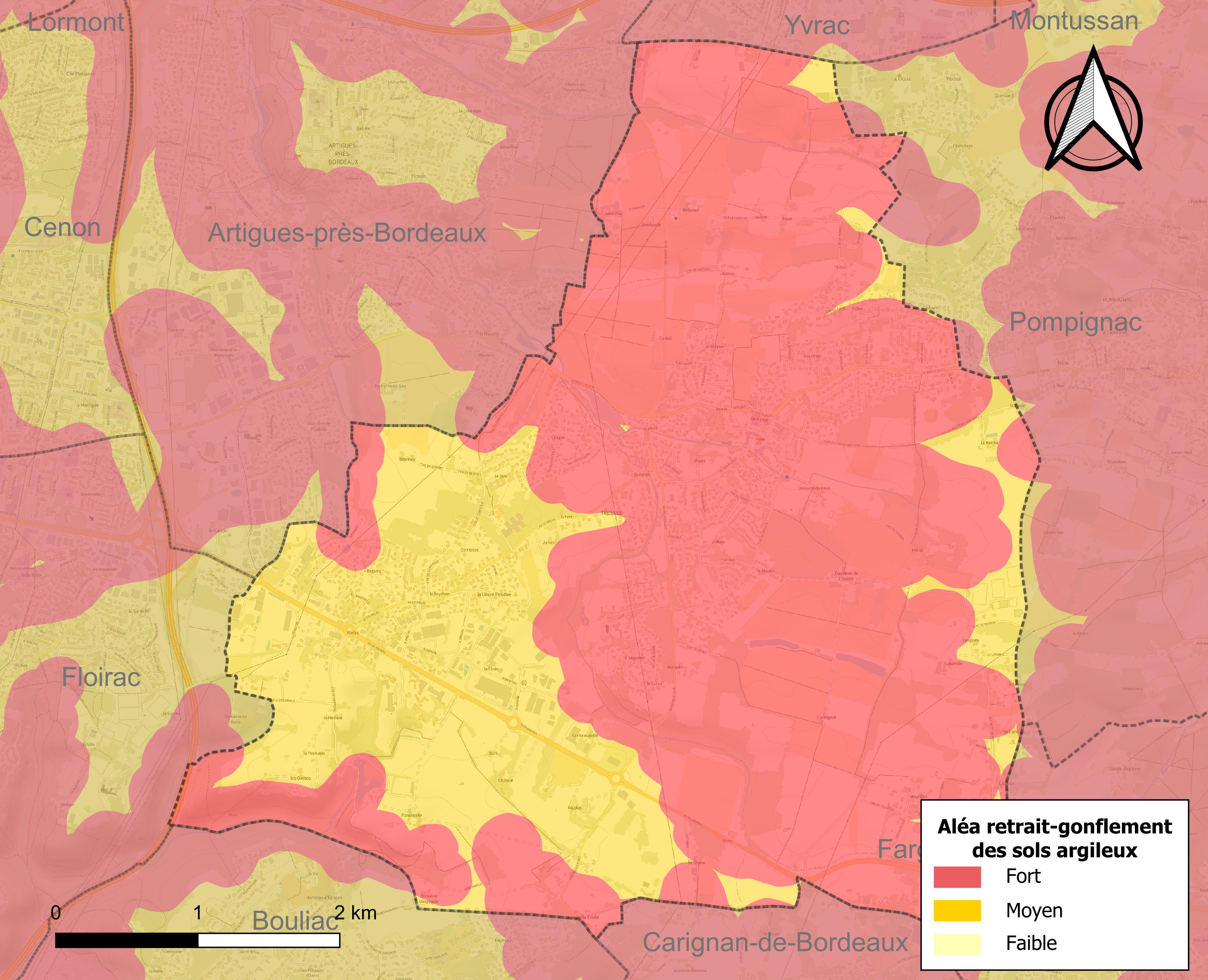
Carte des zones d'aléa retrait-gonflement des sols argileux de Tresses.

Le retrait-gonflement des sols argileux est susceptible d'engendrer des dommages importants aux bâtiments en cas d’alternance de périodes de sécheresse et de pluie. La totalité de la commune est en aléa moyen ou fort (67,4 % au niveau départemental et 48,5 % au niveau national). Sur les 1 815 bâtiments dénombrés sur la commune en 2019,  1 815 sont en aléa moyen ou fort, soit 100 %, à comparer aux 84 % au niveau départemental et 54 % au niveau national. Une cartographie de l'exposition du territoire national au retrait gonflement des sols argileux est disponible sur le site du BRGM,.
La commune a été reconnue en état de catastrophe naturelle au titre des dommages causés par les inondations et coulées de boue survenues en 1982, 1983, 1987, 1988, 2009, 2013, 2020 et 2021, par la sécheresse en 2002, 2003, 2005 et 2011 et par des mouvements de terrain en 1999.

## Toponymie
De Trecias à Tressis, la forme définitive du nom s'est fixée seulement au XVIe siècle. Il tiendrait son origine de la distance par rapport à Bordeaux : altération du latin « Ad Tres Leucas » à trois lieues. 

## Histoire

### Aux origines de la commune de Tresses
(avril 2015).
De nombreux vestiges préhistoriques témoignent de l'occupation ancienne de cette partie de l’Entre-deux-Mers. Tresses fut sans doute en ces temps reculés peu favorable à d’importants établissements humains. Les plus anciens vestiges découverts en différents secteurs de la commune appartiennent au Paléolithique moyen (Moustérien) et pourraient dater de 30 000 à 40 000 ans avant notre ère. Ils ont été abandonnés par l'Homme de Néandertal (Homo neanderthalensis), qui vécut là sous des conditions climatiques généralement assez rudes. La découverte de deux haches polies à Tresses marque l'époque Néolithique pendant laquelle les premiers habitants sédentaires s'installèrent sur notre sol (- 5000 à - 2200 avant notre ère). La première hache a été signalée par M. Piganeau en 1897, dans son «Répertoire archéologique du département de la Gironde» ; la seconde a été découverte par M. Alfonso Munoz en 1975 à Daureille, à peu de distance de l'église (dans les vignes du château Palot).
L'occupation du sol à l'époque gallo-romaine est ensuite représentée à Tresses par des vestiges archéologiques découverts entre le village du Mayne et le château d'eau. Ce sont tout d'abord des fragments de tuiles romaines plates à deux bords verticaux nommées Tegulae dont la jonction était assurée par d'autres tuiles semi-circulaires, les Imbrices. Il y a également de nombreux tessons de poteries des IIe et IIIe siècles, une monnaie du Bas-Empire, une fusaïole, des fragments d'amphore et des poids de métier à tisser. Des scories de fer de haute époque y indiquent également la présence d'un site métallurgique ancien. Plus près de nous dans le temps, c'est la découverte de deux sarcophages à Mélac qui est signalée par M. de Mensignac dans une communication à la société archéologique de Bordeaux en 1890 (ces deux vestiges ont disparu depuis cette époque). À l'époque médiévale, la petite prévôté de l'Entre-deux-Mers qui était sous la juridiction des maires et jurats de Bordeaux et qui faisait partie de la banlieue bordelaise, se composait des paroisses de Cenon, Floirac, Bouliac, Tresses, d'une partie de Latresne et d'Artigues, de la partie nord-ouest de Carignan, et d'une partie de Lormont.
Le premier texte concernant la vigne à Tresses figure dans le cartulaire de l'église collégiale Saint-Seurin de Bordeaux, en l'an 1152. Nous sommes à l'époque d'Aliénor d'Aquitaine, épouse de Henri Plantagenêt, roi d'Angleterre. Il s'agit d'un très intéressant texte de donation par Raimond dit Sacriste, pour des biens qu'il possède à «MELAG» (Mélag, devenu depuis Mélac, n'était pas encore au XIIe siècle rattaché à la paroisse de Tresses). En juillet 1245, un autre texte du même notaire (Fort Baudres) concerne un échange entre l'abbé de Sainte-Croix de Bordeaux et le captal de La Trône (seigneur de Latresne). Il y est question de l'artigue (une terre défrichée) d'Aurelha en la paroisse de Tresses. Ce lieu-dit est toujours planté en vignes derrière l'église et il est devenu, au cadastre, Daureille. Du Moyen Âge au XVIIIe siècle, les vins de Tresses, comme ceux du Bordelais en général, ne présentaient aucune des qualités actuelles; ce n'était qu'un «Claret» très ordinaire, peu coloré et peu alcoolisé. Ils étaient exportés vers l’Angleterre et l'Europe du Nord-Ouest.
Agrandie de la paroisse de Mélac au XIIIe siècle, doté d'une église romane et d'un clocher fortifié, Tresses était un village d'agriculteurs, la vigne étant présente comme le prouve le plus ancien texte connu, daté de 1260, faisant mention de la vente d’une parcelle viticole.

### Tresses pendant la Révolution
Les trois ordres, clergé - noblesse - tiers état, étaient représentés à Tresses pendant la Révolution. Dans les châteaux et les domaines importants, résidaient les membres de la bourgeoisie et de la noblesse : Jean de Senailhac, à la «Mothe» de Tresses (où il décédera en l'an 1800) ; Pierre Malbec, procureur au Parlement de Bordeaux et son épouse, Anne-Marie de Biré, au château Biré ; la famille de Calmeilh, en son château de Fontemille à Mélac ; M. Lemith, citoyen américain dont le domaine deviendra plus tard «La Séguinie» (il s'absente souvent pour affaire à l'île de Saint-Domingue) ; Jean Laporte, agent de change, à Lisennes ; Jean-Pierre Balguerie, négociant à Palot ; M. Fabre, négociant, propriétaire à Caboy, qui est l'ancien nom du village de Fabre. Deux communautés religieuses possédaient des métairies, vignes, prés, terres labourables, châtaigneraies et landes. Il s'agissait des religieuses de Notre Dame de Bordeaux et du collège Saint-Raphaël (petit séminaire). Quant au curé Dupuch, il était installé à Tresses depuis l'année 1783 et habitait à l'ancienne Cure qui existe toujours au bourg, toute proche de la salle des sports. Ses revenus le situaient au niveau d'un artisan moyen ou d'un paysan aisé. La dispense fiscale et les dons reçus de ses fidèles lui assuraient, avec l'exploitation d'une terre et d'un pré, une vie correcte. Nous possédons moins d’informations sur le reste de la société tressoise. Le vin, à cette époque, restait bien entendu la boisson privilégiée. La viande, le plus souvent de porc dans notre région, était consommée parcimonieusement, sauf dans la couche sociale favorisée où elle était le signe et le symbole de l'aisance matérielle ! Le meunier de «La Trimouille» traitait le grain appartenant aux producteurs ou aux boulangers. Il était payé en nature, en général au seizième du volume des grains moulus.
L'automne de 1787 avait été exécrable après un été médiocre. Les pluies retardèrent les vendanges et le vin de Tresses fut de mauvaise qualité. Octobre et novembre, noyés d'averses, détrempèrent les champs et entravèrent les labours et les semailles. Suivit un hiver sans caractère, marqué par une douceur inhabituelle. De telles conditions furent particulièrement néfastes aux céréales. Restait l'espoir des semailles de printemps ; on s'y employa dès les premiers jours. Mars fut très frais et retarda la germination. Vint ensuite juin 1788, très chaud et orageux : les céréales furent échaudées. Après ces conditions climatiques, les producteurs de Tresses récoltent en 1788, environ deux fois et demie leur semence et cet échaudage généralisé à travers l'ensemble du pays sera la cause d'une disette dont les conséquences historiques seront incalculables. Au début de l'année 1789, la misère est grande et le curé de Camarsac, non loin de Tresses, signale des familles entières se nourrissant d'herbages cuits ! D'août 1788 à avril 1789, le prix du blé accuse des hausses supérieures à 30 %. À la demande du roi chacun des ordres, clergé, noblesse, tiers état, rédigea ses revendications, celles du tiers état retinrent le plus l'attention parce que paysans et bourgeois, se sentant mis à l'écart par les privilégiés et trop dominés par eux, exprimèrent avec vigueur une volonté de réforme. Les Tressois ont vécu, comme les autres sujets du roi, cette étape déterminante qui représente, pour chaque village, le début de la démocratie locale. L'ensemble de la population a été convoquée en mars, conformément aux lettres du roi, en date du 27 janvier 1789 précédent, et à l'ordonnance de Monsieur le Grand Sénéchal de Guyenne du 18 février. L'assemblée procéda à l'élection des deux députés devant porter le cahier à la Sénéchaussée et désigner les députés du Tiers-État à Versailles. Jean Cazimajou dit «Lami», marchand, et Jean Faupier, boulanger, se présentèrent donc le 9 mars 1789 à la réunion des ordres de la Sénéchaussée en la cathédrale Saint-André de Bordeaux.
À la fin de 1789, la loi détermina la création dans chaque ville, bourg et paroisse d'une municipalité comprenant : le maire, les officiers municipaux et un procureur chargé de requérir l'application de la loi et d'en rendre compte au pouvoir public. Ce conseil comportait également des notables en nombre double des autres membres. Ils se joignaient à eux en «Conseil Général» pour les affaires importantes. Ces conseils étaient élus pour deux ans et renouvelés pour moitié chaque année. Les citoyens furent divisés en trois catégories : passifs, actifs et éligibles. En 1790, Tresses comptait 620 habitants dont 120 citoyens actifs et 100 citoyens éligibles. En février, ces Tressois désignèrent la première municipalité en plaçant, comme dans bien d’autres communes rurales, le curé de la paroisse, Jean-François Romain Dupuch au poste de maire. La première municipalité de Tresses, dans le canton de Pompignac, avait donc la composition suivante. Le maire, Jean-François Romain Dupuch, curé de Tresses depuis 1783, élu pour deux ans et cinq officiers municipaux : Raymond Sarpaud cultivateur, Jean Cazimajou, dit «Lami» de Mélac (il avait été élu député aux États Généraux de la Sénéchaussée), Jean Faupier, boulanger (également élu en mars 1789), Pierre Rives (Aimé) cultivateur qui habite sur le grand chemin (de Branne), Pierre Maubilas, forgeron, ainsi que le procureur de la commune : Lahire. S’y ajoutaient 12 notables : Jean Mouchet, Jean Perrotin, Jacques Lafourcade, Bernard Lapaillerie, Jean Rambaud de Jolibois, Vincent Desse de Lescalet, Raymond Gadeuil, Bertrand Clemens (laboureur à Fénelon), Pierre Audinau du Landais, Jean Lafon, Raymond Bonnin, Jean Michel. L'assemblée constituante décida que chaque département serait administré par un conseil général de 36 membres élus pour deux ans, renouvelable par moitié chaque année. À cette occasion, deux Tressois furent désignés pour participer à une première élection : Pierre Rives fils et Jean Cazimajou de Mélac. À Bordeaux, comme dans tout le pays, le premier 14-Juillet fut fêté sur le modèle parisien de la «Fédération» et Tresses désigna cinq députés à la Fédération de Bordeaux. Ce jour-là, le maire et Curé Dupuch rédigea un acte de naissance : « Le 14 juillet 1790 jour de la fédération est né et a été baptisé Jean, fils naturel et légitime de Léonard Audebard »
Un document des archives départementales permet de faire le point sur la population, les impositions et la situation économique en 1790. Tresses comptait une population totale de 620 âmes, dont 120 citoyens actifs payant au moins trois journées de travail, 100 citoyens éligibles aux municipalités, districts et département payant au moins dix journées de travail. Les registres des baptêmes, mariages et sépultures de la paroisse complètent ces renseignements avec : 13 naissances, trois mariages, 14 décès : dont cinq enfants de 18 mois à 13 ans. La garde nationale de Tresses, installée en 1789, comprend deux compagnies soit 120 hommes sous les ordres de Jean Bourges qui en est le colonel. Le document se termine par les observations de la municipalité : «La communauté n'a aucune espèce de fonds pour concourir à la confection des chemins de traverse qui sont si mauvais dans l'hiver ou pour mieux dire les neuf mois de l'année… La Communauté désireroit bien qu'on leur donnat un moyen de rétablir ces chemins, mais il seroit à craindre que si c'étoit à la charge des habitans ils s'y refuseroient se plaignant déjà d'être trop surchargés d'impôts, pour les journaliers leurs journées peuvent suffire à peine pour les faire vivre». À partir de novembre 1790, tous les prêtres chargés d'un culte public prêtèrent serment à la constitution civile. Jean-François Romain Dupuch, curé et maire de Tresses prêta serment et le confirma par une lettre du 26 mars 1791. En novembre 1789, les biens ecclésiastiques avaient été mis à la disposition de la nation. Étaient concernés : les religieuses de Notre-Dame de Bordeaux pour une métairie, aux «Videaux», à Tresses (valeur estimée à 11 860 livres), lecCollège Saint-Raphaël de Bordeaux (petit séminaire) pour leur bien de campagne au «Bourdieu du Collège» à Tresses (d'une valeur de 2 500 livres), la fabrique de Tresses formée de l’ensemble de personnes choisies parmi les notables de la paroisse pour administrer les intérêts de celle-ci, le curé (et maire) Jean-François Romain Dupuch (biens estimés 800 livres). Après la condamnation pontificale de Pie VI en mars 1791, Jean-François Romain Dupuch, curé constitutionnel et maire, se rétracta et quitta ses fonctions en avril 1791 causant par cette attitude une profonde émotion dans la commune. Il fut arrêté le 17 juillet 1792 (il reviendra à Tresses en 1800 et mourra en 1817). Le nouveau curé Dubruel s'installa à fin avril 1791, nommé par l'assemblée électorale du district de Bordeaux. Il prêta serment en présence de Emé Gueu et Jean Cazimajou et, en décembre 1791, il clôtura un registre d'état-civil en utilisant la formule révolutionnaire : « Vivre libre ou mourir. »
Une nouvelle municipalité fut installée en novembre 1791 sous la direction de Jean-Pierre Balguerie, propriétaire du domaine de Palot. À Tresses, cette même année 1791, la fuite des émigrés se poursuivant, des biens nationaux de deuxième origine furent vendus : le château de Fontenille et ses terres à Mélac (estimation 61 500 livres) appartenant à dame Louise Devalon veuve Calmeil émigrée avec ses fils, la propriété Delbos-Laborde et Madronet Saint Eugene. Les biens de M. Pierre Fabre négociant présumé d'émigration et dame de Beynette Marguerite, fille de M. Jean de Senailhac épouse d'émigré, ne seront finalement pas vendus. L'abolition de la royauté fut proclamée le 21 septembre 1792 et fit place à la Première République. Le lendemain 22, il est décidé de dater les actes publics de l'an I de la République. Le 8 octobre, les citoyens de la commune de Tresses écrivaient à la Convention pour exprimer leur adhésion à l'abolition de la royauté. Par ailleurs les registres religieux de Tresses sont clôturés le 25 novembre 1792 et le curé Dubruel, membre de la municipalité, est chargé de recevoir les actes destinés à contrôler les naissances, les décès et les mariages des citoyens en qualité d'officier public et non de curé de la paroisse. À Tresses, comme dans l'ensemble de la nation, la situation économique se détériorait. Répondant à une demande «pour faire la balance des consommations avec le produit du sol», Jean-Pierre Balguerie, le nouveau maire, donnait des précisions en juillet 1792 sur la récolte de «Bled» : «Cette année, on a semé dans la paroisse 600 boisseaux pour en recueillir 2 400… La consommation nécessaire étant de 3 384 boisseaux pour les habitants, la récolte est insuffisante ; il faut considérer que les terres de Tresses sont si mauvaises qu'on doit regarder que souvent il y en a qui ne produise pas au-dessus de la semence… »
Le 23 décembre 1792, un nouveau conseil général (terme utilisé à cette époque) est installé à la maison commune de Tresses. Après deux notables élus depuis 1790, c'est maintenant un cultivateur, Emé Gueu de Mélac, qui accède au poste de Maire. Sur les vingt membres de cette nouvelle assemblée municipale, neuf savent lire et écrire : il y a 10 cultivateurs (ou «paysans» suivant les textes), 3 vignerons, 1 laboureur, 1 forgeron, 1 boulanger, 1 charpentier, 1 voiturier, 1 négociant, 1 courtier. En 1793, lorsqu’il s’agit de lever des volontaires pour combattre aux frontières, nul ne se porta candidat à Tresses. C’est par le vote que fut désigné Jean-Baptiste Guibert, « natif de l'îsle d'Oléron », un « étranger » à la commune. Mais ce dernier se fit exempter par le médecin. Le 15 thermidor (2 août 1794), apprenant la chute de Robespierre, la municipalité rédigea à l'intention de la Convention une adresse pour la féliciter d'avoir débarrassé la République des monstres qui voulaient lui ravir la liberté. L'hiver fut très rude à Tresses en cette fin d'année 1794. On pouvait traverser la Garonne sur la glace à Rions en janvier et les vignes gelèrent à Tresses comme dans beaucoup de communes girondines. En l'an VIII, sous le Consulat (1800), une municipalité s'installa à nouveau à Tresses avec à sa tête Jean-Jacques Daguzan qui habitait à Mélac et à Bordeaux

### Tresses durant le dix-neuvième siècle
(avril 2015).
Le plus ancien registre de délibération du conseil municipal conservé aux archives commence le 1er juillet 1838 sous le règne de Louis-Philippe (1830 à 1848). Au cours de la session extraordinaire sous la présidence de M. J. Balguerie aîné, maire, en présence, conformément à la loi, des propriétaires les plus imposés, a été voté l’achat d'un terrain proche de l’église (immeuble P. Mendon) pour la construction de l'école, du logement de l'instituteur et d'un local pour la mairie pour la somme de 600 F couvert par une imposition extraordinaire de cinq centimes (autorisation du Roi) et la construction des bâtiments pour un montant de 5 500 F le tout couvert par des subventions et des emprunts. Les travaux s’achevèrent en 1840. Dans l'impossibilité où se trouvait la commune de fonder une école de filles, les enfants des deux sexes, séparés par une cloison, recevaient les leçons de l'instituteur dans le même local. Le 21 février 1847, nomination du premier garde-champêtre de Tresses, nommé Chamaroche, pour un traitement de 500 francs par an. Appelés à se rendre à Carbon-Blanc à 7 heures du matin, pour les élections des représentants du peuple, le 24 avril 1848, les électeurs de la commune de Tresses, réunis à la mairie dès 5 heures du matin, prirent la direction de la route de Libourne par le chemin de Font-de-Rode. Dans des sols détrempés, ils continuèrent leur marche sur la grande route de Libourne jusqu'au point dit des Quatre Pavillons, et gagnèrent là le chemin direct de Carbon-Blanc où ils arrivèrent à 7 heures précises après avoir retrouvé, un peu avant, Monsieur le maire (Jean Balguerie) qui était venu le matin de Bordeaux pour se joindre à eux. Une charrette avait été mise à la disposition de ceux que l'âge ou des infirmités empêchaient de marcher.
Durant les années 1850, on relève quelques évènements importants : la démission du maire, M. Balguerie, pour raison de santé ; la décision du conseil municipal de fonder une société de secours mutuels dans la commune (création en 1856). Il a été également voté un somme de 2,50 centimes (110 F actuel) pour venir en aide aux indigents. En faveur des bras inoccupés, sont ouverts des travaux sur le chemin de Pompignac, entre Tresses et Artigues. La commune demandait aussi que le facteur desservant les communes d'Artigues, Tresses, Pompignac et Yvrac dépende du bureau de Cenon-La Bastide et non de Carbon-Blanc. Pour des raisons financières les édiles ajournèrent la construction d’une classe pour les filles. Ils adoptèrent (1856) une proposition pour la restauration et l'agrandissement de l’église qui menaçait ruine et décidèrent de refondre la cloche de l'église. Durant la décennie suivante, la vie communale a continué au rythme de quelques évènements : don de Mademoiselle Marie Marès pour les pauvres de la commune, plans, devis et cahier des charges relatifs à la construction d'une maison pour loger le garde-champêtre (1865), débat sur la contenance de la barrique bordelaise. M. Ernest Faure, nouveau maire, fait voter (fin 1870) une somme de 9 500 F au taux de 6 % pour subvenir par tous les moyens aux besoins de la défense nationale et fait préciser les montants affectés aux blessés militaires, aux prisonniers et aux habitants des départements envahis.
Le 11 juillet 1875, M. le maire soumet au conseil les plans et devis pour la construction d'un clocher. La dépense s'élèverait à 12 000 F et serait couverte par une souscription s'élevant à 6 000 F ; pour la différence le conseil vota un emprunt de 4 000 F. Un an plus tard, le nouveau devis pour la construction d'un clocher s’élevait à 15 489 F. Vu l'opposition de la commission des monuments publics de la Gironde à la suppression du vieux clocher, le conseil décida que ce clocher, sans préjudice de la conservation de l'ancien serait établi en avant de la façade principale de l'église avec laquelle il fera corps. À la suite de la circulaire de M. le ministre de l'Instruction publique, M. le maire, Ernest Constantin soumettait au conseil (6 août 1876) les plans et devis dressés en vue de l'agrandissement des locaux affectés tant aux logements de l'instituteur que de l'institutrice qu'à leurs écoles respectives, agrandissement dont l'urgence était plus que jamais démontrée. Mais en février 1877, le conseil municipal abandonnait l'idée d'agrandissement de l'école et approuvait un nouveau projet pour une construction entièrement neuve qui réunirait dans un même corps de bâtiment, les deux écoles, les logements de l'instituteur et de l'institutrice et la mairie sur un emplacement dont il autorisait l'achat soit dans le bourg ou sur ses abords. En 1878, à la suite de la subvention de l’État et du conseil général, la commune achetait le terrain de Mme Ducoux (propriétaire de Lisennes) pour une somme de 2 700 F.
Le 15 août 1883, le conseil municipal, à la suite du rapport de l'architecte du département adressé au Préfet, au sujet du clocher neuf de l'église Saint-Pierre, apprenait que le nouveau clocher, construit en 1877-1878, menaçait de s'écrouler « s'il n'y est fait des réparations d'une certaine importance ». Plus tard, en 1892, le conseil prenait connaissance du devis des réparations du clocher neuf pour une dépense de 4 000 F et exprimait le désir de faire les travaux sans retard. Le 25 octobre 1890 fut ouvert, dans un nouveau bâtiment, le bureau du télégraphe de Tresses dont la gérante sera, jusqu'en 1897, Mme MIQUEL Anaïs, née Peyron, qui, avec son époux Raymond Miquel, fonda une importante famille toujours présente dans la commune, puis ce sera le tour de Mme Gabrielle Labory (dont la famille est aussi présente à Tresses à ce jour). La première ligne téléphonique concerna M. Roussel qui habitait à Videau ; en 1912, le réseau s'amplifiait et le bureau contrôlait douze numéros : 7 à Tresses, 2 à Artigues, 1 à Pompignac et 2 à Sallebœuf dont celui de la famille du célèbre constructeur Gustave Eiffel. En cette fin du XIXe siècle, le préfet de la Gironde demandait au conseil municipal de donner son avis sur l'utilité de l'établissement d'un tramway à vapeur, entre Bordeaux et Camarsac établi sur la route départementale no 136, puis un peu plus tard (1896) sur l'établissement d'un tramway à traction mécanique sur la route nationale no 89 de Bordeaux à Libourne. Les édiles émirent un avis favorable et en profitèrent pour émettre le vœu qu'un pont supérieur soit établi sur le passage à niveau de la rue de la Benauge.
M. le maire donna lecture d'une lettre (1898) adressée par l'association syndicale des viticulteurs propriétaires de la Gironde, le priant de vouloir bien s'associer aux vœux déjà exprimés par un grand nombre de viticulteurs et de sociétés agricoles relatifs à la surélévation des droits sur les vins étrangers entrant en France et faisant à nos vins une déloyale concurrence. Le conseil émit le vœu que des mesures soient prises de façon à éviter l'invasion en France des vins espagnols provenant de la récolte de 1898. C’est que Tresses vivait de la vigne : en 1825, 376 hectares étaient plantés en vignes pour vins rouges et blancs… soit environ 1/3 de la superficie totale de la commune. Face au phylloxera, une seule mesure s'avéra efficace, le greffage systématique des vieux cépages français sur des plants de variétés américaines qui, seules, résistaient à l'attaque de ce fléau. Dès 1897 la surface plantée était remontée à  308 hectares (à comparer avec les 150 ha actuel), 1/3 de blancs et 2/3 de rouges. Dans la vie municipale de ce début du XXe siècle, relevons l’ouverture d’un livret d’épargne pour les enfants, l’installation d’un garde genoux au lavoir, la participation financière à l’achat d’un aéroplane, la pose de quatre plaques émaillées offertes par Michelin et l’installation de l’électricité dans les bâtiments communaux.

### De la Grande guerre à la seconde guerre mondiale
(avril 2015).
Nous sommes en 1914, Tresses comptait moins de 800 habitants, population en légère augmentation par rapport aux années 1850. Face à la guerre, la commune décidait alors de réduire ses dépenses, de répondre positivement à la souscription au profit des blessés militaires. M. le maire adressait ses remerciements à tous les généreux donateurs qui aident inlassablement et par tous les moyens les braves tombés sur le champ de bataille pour la défense du sol national. À Tresses, loin des tranchées, on connaît en 1917 des difficultés du ravitaillement en farine ce qui conduit les édiles à acheter au compte de la commune du riz, des pommes de terre et du maïs pour les rétrocéder aux habitants ou au boulanger communal. Le 11 novembre 1918 l'armistice est signé ! Tresses a sa lourde part de sacrifices humains : 32 de ses enfants sont morts pour une population masculine d'environ 380 personnes. Cela donne un pourcentage de 8,42 %, chiffre inférieur cependant à la moyenne nationale. Le conseil municipal (1919) désirant rendre un hommage aux enfants de la commune qui ont donné leur vie pour la défense du sol national décidait d'élever un monument funéraire sur lequel seront inscrits leurs noms. L'inauguration du monument aux morts pour la France eut lieu le dimanche 24 juillet 1921.
Alors que la grande crise de 1929 pointait à l’horizon, le conseil municipal de Tresses considérait le moment venu de se préoccuper de réunir les fonds nécessaires à l'électrification complète de la commune. La somme à couvrir au moyen d'obligations remboursables en trente ans et portant intérêt voisin de 3,5 % avoisinait 125 000 F, déduction faite du concours de l'État et de la société concessionnaire. Trois ans plus tard, M. le maire rendait compte de l'état des travaux d'électrification qui touchent à leur fin. L’accès à l’électricité n’excluait pas la défense des intérêts locaux. Ainsi, sur la proposition de M. Hector Armenaud, le conseil décide d'adresser la lettre suivante à M. le Préfet (1933) : «Nous faisant l'écho des doléances de la population de Tresses, nous protestons respectueusement mais énergiquement contre la quasi interdiction de fabrication des piquettes édictée par la loi du 8 juillet 1933. La piquette est une boisson légère, fraîche et saine, de tous temps appréciée par nos populations laborieuses, et au point de vue hygiénique … Nous demandons un peu plus de liberté quand cette liberté ne nuit à personne et le droit de boire de la piquette, puisque nous aimons cette piquette ; nous protestons contre son interdiction et nous demandons une modification rapide de la loi qui nous brime.»
Le 11 février 1934, le maire fait connaître les prix approximatifs établis par l'ingénieur du service vicinal pour le cylindrage en partie (1 000 m) et le goudronnage en totalité du chemin de Mélac. Dans cette période qui précède la seconde guerre mondiale, les conseils municipaux se font l’écho des préoccupations nationales. Ainsi, en 1938 le conseil municipal de Tresses adressait à M. le président Daladier et à son gouvernement l'expression de sa vive gratitude pour le dévouement dont ils avaient fait preuve pour le maintien de la paix et leur faisait confiance pour assurer une politique d'ordre et de concorde, indispensable à la prospérité du pays.

### Tresses pendant l’occupation allemande
(avril 2015).
Après l'arrivée des réfugiés fuyant devant les troupes allemandes, les troupes d'occupation s’installaient à Tresses en juillet 1940. Le clos Gassiot (à l'emplacement actuel du bureau de poste), propriété de M. Lolivier, sera jusqu'en 1944 le siège de la Kommandantur du secteur. Quelques demeures de la commune serviront également au logement des militaires affectés aux services. Un an plus tard (1941) le conseil municipal de Tresses demandait à l'autorité allemande la remise d'armes, déposées à la mairie, pour la protection de volontaires désirant exercer par groupes la surveillance des exploitations agricoles dans lesquelles les vols se multiplient (la réponse fut, bien entendu, négative !).
En présence de MM. Lucien Deluga, Maurice Miot, Albert Courget, Marc Armenaud se tenait le 13 juillet 1941 la dernière séance du conseil municipal de Tresses élu en 1935. Pierre Pucheu, ministre de l'intérieur du gouvernement de Vichy prenait l'arrêté (novembre 1941) de dissolution du conseil municipal de la commune de Tresses et instituait, dans la commune de Tresses, une délégation spéciale habilitée ainsi composée : président, M. Pechin Albert ; membres: MM.Brunie Jacques et Balguerie Pierre. Cette délégation spéciale, décidait : «Il est créé sur le territoire de la commune de Tresses une régie communale d'exploitation de jardins communaux sur des terrains situés à Tresses ; d'une contenance de 2 ha 91 a 50 ça au lieu-dit «Fontaine Marguerite»(bassin d'étalement actuel). Le 15 mai 1943, la délégation spéciale donnait son accord pour la scission du canton de Carbon-Blanc en deux cantons, l'un urbain (canton de Cenon) et l'autre rural (canton de Carbon-Blanc). Tresses se rattachait au canton de Cenon.
Un groupe de résistance existait à Tresses. Il avait été créé par M. Jean Pierre Darracq (instituteur) et faisait partie du mouvement de Libération Nord. Son activité depuis 1943 s'était manifestée par la constitution d'un dépôt de matériel militaire, l'hébergement de prisonniers Nord-Africains évadés, ainsi que de réfractaires du STO (service du travail obligatoire). Au moment de la déroute des armées françaises en 1940, Messieurs Marc et Robert Armenaud avaient camouflé sous une grange de Fénelon, deux véhicules de l'armée : une voiture tourisme Peugeot 202 et un camion Renault 4 tonnes, portant un matricule minéralogique militaire. Ce matériel a été remis aux troupes des Forces Françaises de l'Intérieur au moment de la libération.
Le 28 août 1944, les forces du maquis occupaient Bordeaux où la foule enthousiaste a manifesté bruyamment sa joie toute la journée. Il en était de même à Tresses ! La Kommandantur installée dans le bourg avait plié bagages depuis plusieurs jours. Le château Biré réquisitionné pour les officiers avait été également vidé de ses occupants. Sur la place du maréchal Pétain, la plaque installée non loin de la mairie fut martelée ce jour-là afin de rendre l'inscription illisible. La première réunion (29 octobre 1944) de la nouvelle délégation spéciale nommée après la Libération était présidée par Marc Armenaud. La cloche sonna à la volée le 8 mai 1945 pour célébrer la fin de la deuxième Guerre Mondiale et de nombreux Tressois et Tressoises tirèrent la corde ; certains laissèrent une trace écrite sur les murs : «Caroline Garcia a eu la joie de sonner la cloche pour la fin de la guerre - Vive la paix» Entre mai et juillet 1945, c'est le retour des prisonniers de guerre et des travailleurs du STO (service du travail obligatoire) : 32 Tressois, prisonniers depuis 1940, retrouvent leurs familles.

### La période récente
(avril 2015).
Au lendemain de la guerre, la commune choisit comme maire Jean-Léon Soubie. Ce dernier fera deux mandats, tout comme Simone Couailhac puis Marc Armenaud. Depuis 1977, Jean Pierre Soubie administre la commune de Tresses. Parmi les événements qui ont marqué cette vie municipale au cours de la seconde moitié du XXe siècle, notons en 1952 la remise en service de la «prison de la commune» pour le cas où des vagabonds viendraient se présenter, la restauration intérieure du chœur de l'église (1963), l’inauguration de l'école maternelle (1964), la construction du château d'eau (1968-1969), l’agrandissement de l'école primaire (1975), la construction de la salle des sports (1976) pour répondre aux attentes du club de basket. Suivront, sous le mandat de l’actuel maire, l’aménagement d'un foyer rural dans le bourg (1977), le nouvel agrandissement de l'école primaire avec un restaurant scolaire et quatre classes afin de répondre aux demandes d’une population en croissance, l’aménagement d'un premier terrain de tennis à Pétrus (1979).
Au cours des années 1980 sont mis à disposition une salle polyvalente, la première zone artisanale, une Allée marchande, un premier terrain de tennis couvert tandis que des travaux de modernisations sont réalisés à la mairie et à l’église. Plus récemment, années 1990, on peut retenir l’ouverture de la gendarmerie, la poursuite du développement des zones d’activités, la construction des ateliers municipaux et la bibliothèque. De plus les édiles achètent une série de bâtiments dans le centre du village afin de donner un toit aux associations et aux services communaux. C’est aussi dans cette phase que la commune achète (1998) le château de la Séguinie et son parc.

## Politique et administration
La commune de Tresses appartient à l'arrondissement de Bordeaux. À la suite du découpage territorial de 2014 entré en vigueur à l'occasion des élections départementales de 2015, la commune est transférée de l'ancien canton de Floirac supprimé dans le canton de Créon remodelé,. Tresses fait également partie de la communauté de communes des Coteaux Bordelais, membre du Pays du Cœur de l'Entre-deux-Mers.

### Jumelages
- Fuenmayor (Espagne) depuis 1987[25]

| Ville | Ville     | Pays | Pays    | Période     |
| ----- | --------- | ---- | ------- | ----------- |
|       | Fuenmayor |      | Espagne | depuis 1987 |

## Démographie
L'évolution du nombre d'habitants est connue à travers les recensements de la population effectués dans la commune depuis 1793. Pour les communes de moins de 10 000 habitants, une enquête de recensement portant sur toute la population est réalisée tous les cinq ans, les populations de référence des années intermédiaires étant quant à elles estimées par interpolation ou extrapolation. Pour la commune, le premier recensement exhaustif entrant dans le cadre du nouveau dispositif a été réalisé en 2007.

En 2022, la commune comptait 5 188 habitants, en évolution de +13,85 % par rapport à 2016 (Gironde : +6,91 %, France hors Mayotte : +2,11 %).
| 1793 | 1800 | 1806 | 1821 | 1831 | 1836 | 1841 | 1846 | 1851 |
| ---- | ---- | ---- | ---- | ---- | ---- | ---- | ---- | ---- |
| 680  | 563  | 556  | 575  | 587  | 593  | 598  | 582  | 580  |

| 1856 | 1861 | 1866 | 1872 | 1876 | 1881 | 1886 | 1891 | 1896 |
| ---- | ---- | ---- | ---- | ---- | ---- | ---- | ---- | ---- |
| 585  | 584  | 582  | 634  | 671  | 704  | 747  | 679  | 764  |

| 1901 | 1906 | 1911 | 1921 | 1926 | 1931 | 1936 | 1946 | 1954 |
| ---- | ---- | ---- | ---- | ---- | ---- | ---- | ---- | ---- |
| 807  | 808  | 786  | 775  | 798  | 801  | 811  | 807  | 930  |

| 1962  | 1968  | 1975  | 1982  | 1990  | 1999  | 2006  | 2007  | 2012  |
| ----- | ----- | ----- | ----- | ----- | ----- | ----- | ----- | ----- |
| 1 002 | 1 130 | 1 735 | 2 695 | 3 368 | 3 592 | 3 886 | 3 928 | 4 327 |

| 2017  | 2022  | - | - | - | - | - | - | - |
| ----- | ----- | - | - | - | - | - | - | - |
| 4 610 | 5 188 | - | - | - | - | - | - | - |

## Culture locale et patrimoine

### Lieux et monuments

#### L’église Saint-Pierre de Tresses

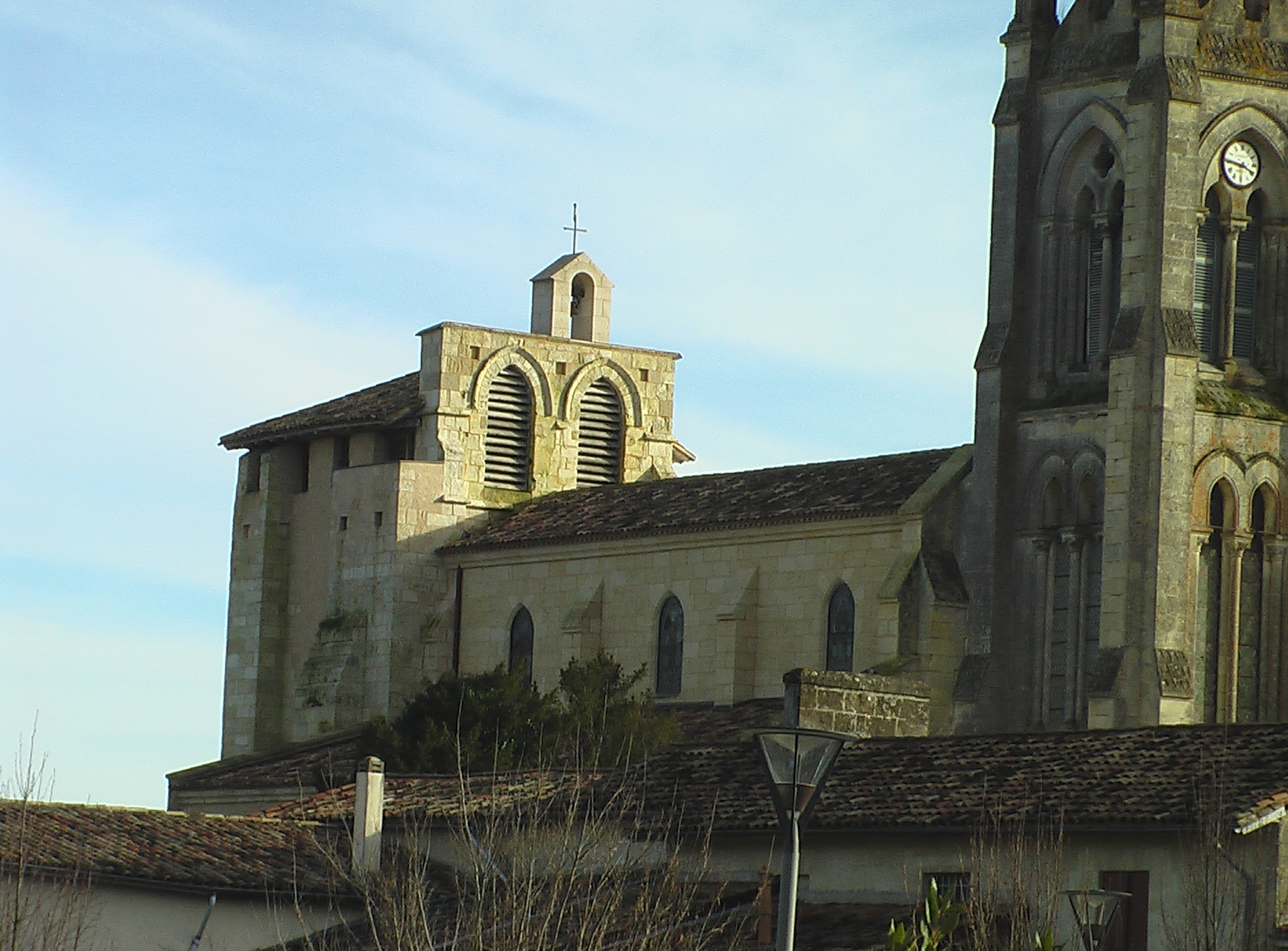
Tresses: l'ancien clocher fortifié après restauration

Une vidéo est disponible en cliquant sur le lien qui suit: https://www.youtube.com/channel/UCWxwQH7No71sq4FyG9qczCA

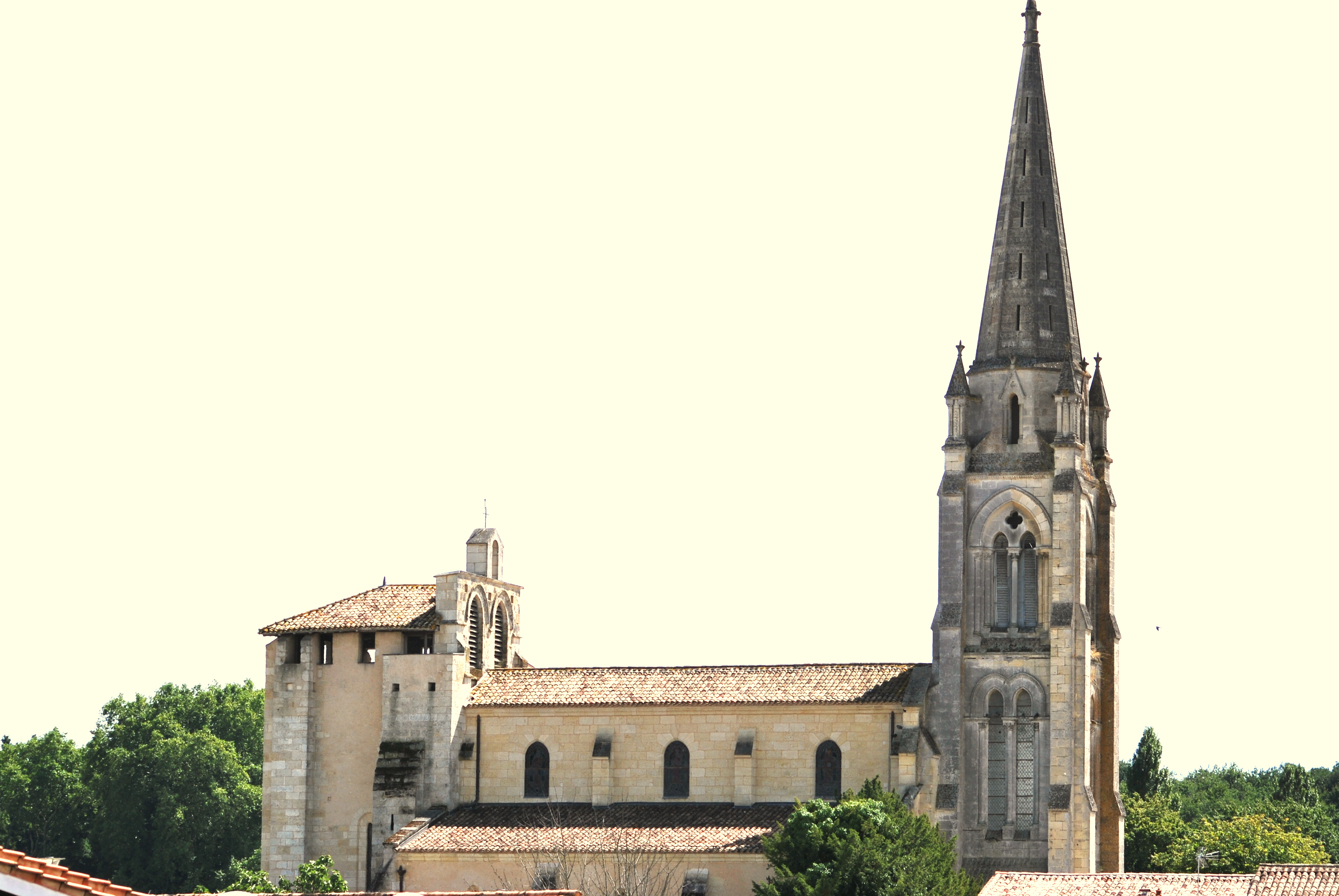
Vue sur le bourg et l'église Saint-Pierre

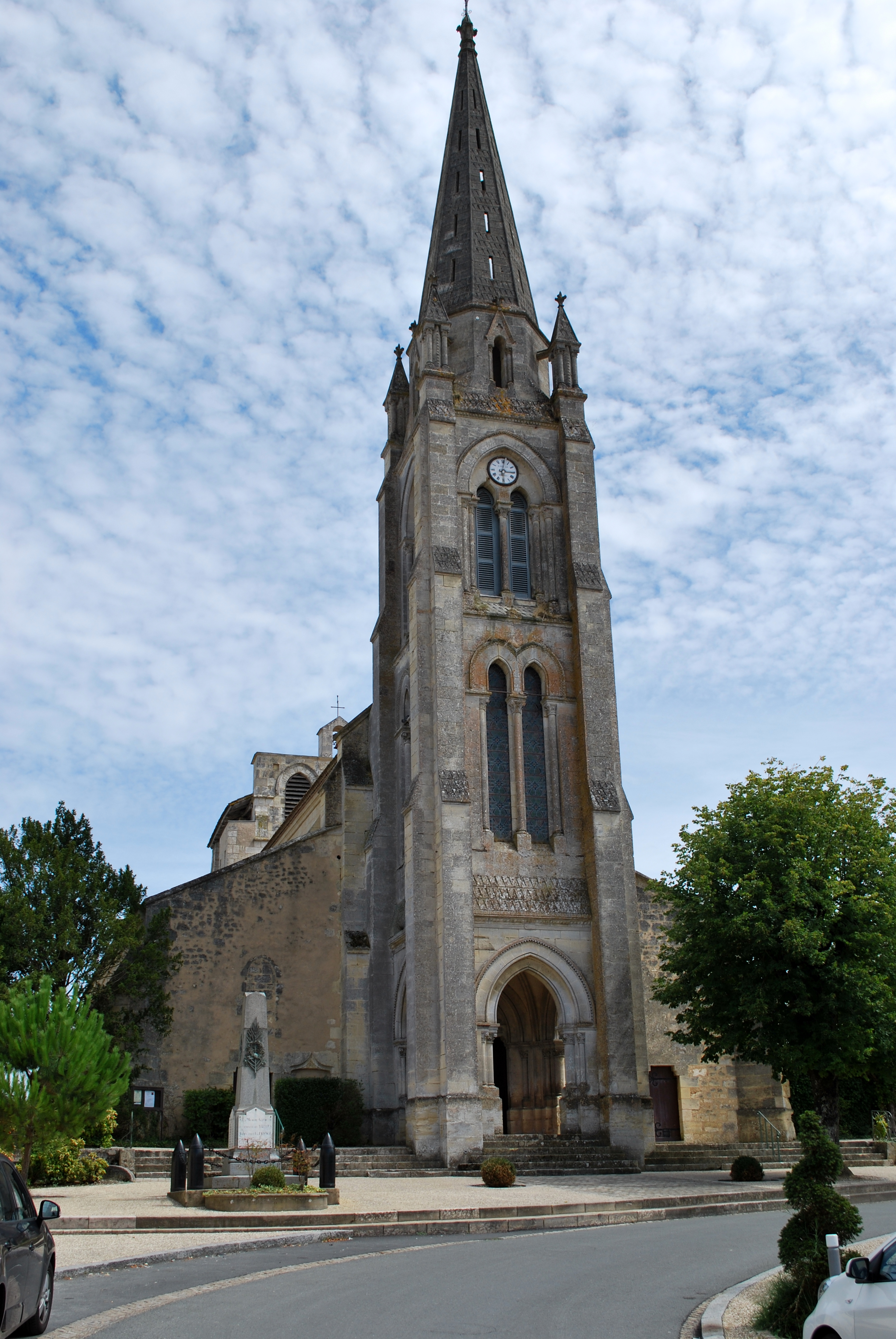
L'église Saint-Pierre et monument aux morts

L'Église, à l'exception du clocher est inscrite au titre des monuments historiques en 1964.
Le clocher a été classé au titre des monuments historique en 1964.
L'église Saint-Pierre se composait, à l'origine, d'une nef unique terminée par un chevet plat. Elle a été agrandie par un bas-côté sur le flanc Nord au XVIe siècle, puis d'un autre au Sud au milieu du XIXe. Elle forme donc un édifice spacieux à trois nefs dominé par un grand clocher construit en 1877-1878.
Pour découvrir le premier étage de l'ancien clocher du XIIe, il faut sortir de l'église et monter du côté Nord par un escalier où l'on découvre des signes lapidaires gravés sur les murs intérieurs par les constructeurs de l'église. Chaque signe désignait un individu particulier et permettait la connaissance du travail de chacun. Cet escalier conduit au-dessus du chœur, dans une salle de même dimension que celui-ci (5,60 m x 5,25 m) abrité par une lourde toiture à trois versants. Dans ce lieu qui pouvait servir de refuge, la couverture primitive était située au-dessous du niveau des créneaux, accentuant ainsi l'allure de cette tour fortifiée. Cette salle donnait accès au chemin de ronde qui était installé à deux mètres du sol et protégé par un parapet crénelé. Un chéneau, longeant le passage, évacuait les eaux de pluie qui ruisselaient de la toiture. Le couronnement était complété par des échauguettes aménagées sur les contreforts d'angle, et par un hourdage établi au niveau du sol du chemin de ronde intérieur.
En 1866, M. de Castelnau d'Essenault de la Commission des monuments historiques décrivait ainsi l’ancien clocher : «L'ancien clocher fortifié construit à la fin du XIIIe siècle est une grande tour carrée, avec de puissants contreforts aux angles. L'épaisseur de ses murs, ses larges créneaux qui rappellent ceux des remparts de la cité de Carcassonne, ses fenêtres longues et étroites comme des archères et enfin ce mur de l'ouest ajouré de hautes arcades pour la suspension des cloches, tout cet ensemble a un aspect robuste et fier, un caractère imposant. On sent que c'est l’œuvre d'une époque d'agitations et de luttes…».
Au cours des ans et des siècles, les chroniques se font l'écho des heurs et malheurs de l'église suivant les travaux ou les abandons des générations successives. En 1692, un nouveau compte rendu soulignait le délabrement de l’édifice : «Pour le corps de l'église il est dans une telle ruine que nous jugeons n'y pouvoir point célébrer la sainte messe, le tiers de la dite église du côté du couchant avec le clocher qui était sur l'entrée ayant croulé jusqu'aux fondements et l'église étant toute ouverte… en telle manière que tout le mauvais temps, vent, pluie, orages, entrent à plein dans la dite église, et ne souffrent point que les chandelles restent allumées sur les autels…»
L’oratoire carré qui forme aujourd’hui le sanctuaire de l’église avait été entièrement revêtu de peintures à la fin du XIIIe. Le compte rendu des travaux de la commission des monuments historiques de la Gironde par le Marquis de Castelnau d’Essenault en 1866 comporte les calques de ces œuvres et les présente : «De chaque côte des fenêtres longues et étroites qui s'ouvrent au milieu des murs de l'Est, du Nord et du Sud, se développaient de grandes scènes. Le dessin de celles des murs de l'Est a seul été conservé. Elles étaient à gauche, le crucifiement ; à droite la Sainte Vierge assise et portant le divin enfant… »
En 1858, d'importants travaux d'agrandissement et de restauration ont été effectués dans l'église, lui donnant la grande nef voûtée actuelle en remplacement d'un plafond en lambris, avec un bas-côté au flanc sud de l'édifice. Un document d'archive en précise le prix : « La commune de Tresses est autorisée par décret impérial à emprunter pour ces travaux deux sommes de 5000 francs chacune remboursable en cinq annuités… » ; « Fait au palais de Saint-Cloud le 28 août 1858, Signé : Napoléon». À peu près à cette époque, de nouvelles fresques murales remplacèrent les peintures du XIIIe décrites au moment de leur disparition. Les archives possèdent une facture de Vincent Bonnet, peintre, rue Saint-Paul à Bordeaux pour une décoration en peinture à l'huile et à la cire datée de 1862. Les murs retrouvèrent leur blancheur primitive lors de la restauration du chœur en 1963-1964, les travaux de Vincent Bonnet étant en fort mauvais état.
En 1875, il est décidé de construire un nouveau clocher ; une souscription est alors ouverte par le maire, M. Teyssonneau. L'architecte M. Hosteins présente son projet en 1876 «… qui aura l'avantage de laisser intacte l'ancienne tour placée sur le sanctuaire de l'église, de faire disparaître la nudité de la façade principale et de donner à l'église un porche, une tribune et un tambour dont elle est actuellement dépourvue». Ce projet est lancé par le cardinal Donnet, archevêque de Bordeaux qui signe l'autorisation le 29 septembre 1878. Ce célèbre archevêque tenait à ce que chaque église eût son clocher «d'où descend chaque jour une voix solennelle et amie qui rappelle les devoirs de religion, de famille et de société». Il remplaça des foules de vieux clochers romans, solides et sentant le terroir, par de maigres flèches gothiques… Tresses faillit perdre au début du projet son admirable tour fortifiée !
Le nouveau beffroi a été construit en 1877-1878 pour la somme de 35 000 francs. Il mesure 40 mètres et a connu très tôt des vicissitudes car il commençait déjà à se dégrader après sa construction ; des travaux furent effectués en 1892 et 1893 pour une somme de 4 000 francs environ. Une autre restauration a été nécessaire en 1984. Au-dessus du porche principal, a été placé le blason du pape Pie X qui a réalisé le pontificat le plus long de l'histoire (1846 à 1878).
| - Cul-de-lampe gothique - Bas-relief gothique |

| - Vierge à l'Enfant |

Le bas-côté, du XVIe, est orné par de belles consoles sculptées de motifs représentant l'un des feuilles, l'autre des poissons disposés en triangle, un troisième une chauve-souris, et le dernier un griffon becquetant la tête d'un dragon dont le corps a disparu. L'intérieur comporte également deux beaux tableaux : un Christ en croix et une Nativité, accompagnés d'un bénitier dont la coupe, de forme ovale, avec des arabesques, une tête d'ange ailée et de longs oves sculptés, repose sur un piédestal carré, orné d'un blason et daté de 1609. Mais le fleuron du trésor artistique de Saint-Pierre de Tresses est sans aucun doute une statue en pierre d'une Vierge à l'Enfant, œuvre de la fin du XIVe ou début du XVe. C'est la «Vierge à l'oiseau», l'enfant tenant une colombe, blottie dans ses mains ; on a voulu y reconnaître le symbole de l'âme des fidèles figurée sous cette forme. D'après les notes manuscrites de Léo Drouyn (Vol 1 - page 170), cette statue qui était autrefois polychrome, proviendrait de l'église d'Artigues.

#### Le château de Biré
(avril 2015).

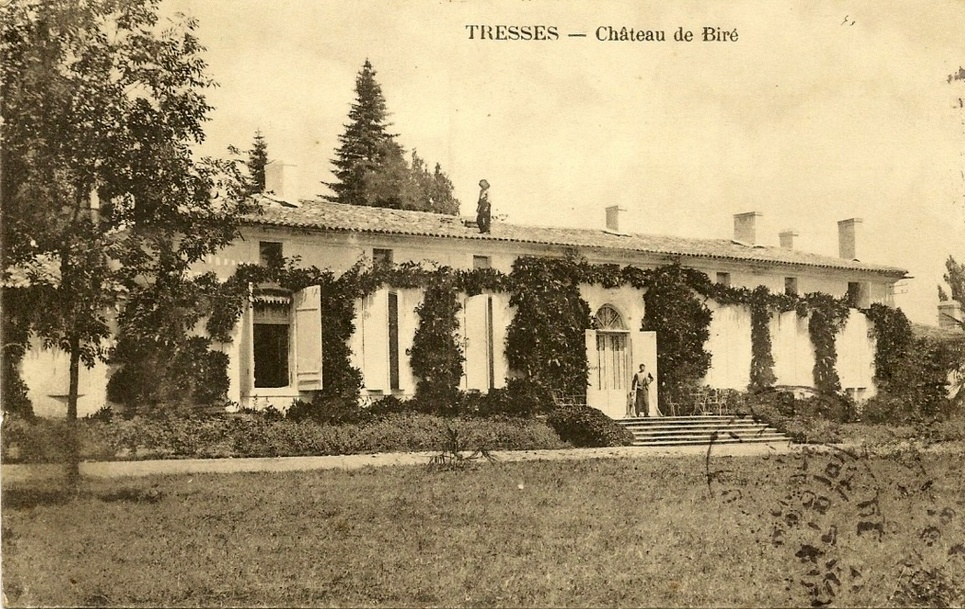
La chartreuse du château de Biré vers 1900-1920.

Cette chartreuse du XVIIIe siècle était la propriété d'une famille noble, les «De Biré», dont les membres ont été reçus Bourgeois de Bordeaux au début du XVIIe siècle. Jean-Claude de Biré, conseiller au Parlement de Bordeaux, fut inhumé dans l'église de Tresses le 3 octobre 1706. Par testament du 30 octobre 1824, Jean Joseph de Biré lèguait son domaine à une de ses deux filles, Jeanne Adèle qui épouse en 1825 Armand du Perier de Larsan, fils aîné de Germain, chevalier de Malte. En 1843, elle échangeait son héritage contre une propriété de son beau-père et c’est Jean-Baptiste Germain du Perier de Larsan, époux de Pauline d'Ablan d'Anglars, qui devenait donc le nouveau propriétaire.
La propriété qui comporte 100 hectares en 1843 est décrite de la façon suivante : « Un domaine appelé Biré, situé commune de Tresses, consistant en maison de maître, bâtiments divers, cour, jardin, garenne, vignes, terres labourables, châtaigneraies, prairies. Deux métairies aux lieux de Janon et Gibert. Deux borderies aux lieux de Losse et Pont de Cayron, le tout en un tenant, avec une autre métairie appelée Merles… ».
Le 11 mai 1847, Emmanuel du Perier de Larsan vendait le domaine à M. Lassalle-Hérou, négociant à Bordeaux. Son épouse le cédait en 1872à M. de Paty lequel s’en séparait au profit de Mlle Laure Léonie Louise de Saint-Amour. Le 22 novembre 1881, Jean Édouard Marcillac achetait le domaine à sa propriétaire qui a des ennuis financiers et y installait une écurie de course. Le lieu-dit « Le Manège », près du pont de Queyron, en évoque le souvenir. Son jockey, Joseph Adema, a fondé à Tresses une auberge au début du XXe siècle. Elle est devenue la maison actuelle des associations. Le 31 janvier 1912, Édouard Marcillac fait donation à son fils Jean Emile qui est l'époux de Mathilde Teyssonneau (fille de Charles Teyssonneau qui fit construire le château de la Séguinie).
De 1940 à 1944, Biré est réquisitionné, comme d'autres demeures tressoises, par l'armée d'occupation allemande. À son décès en 1950, Émile Marcillac qui n'a pas de descendance, lègue ses biens à son neveu Roger Bermond, courtier à Bordeaux. En 1956, ce sont M. et Mme Loïc Bardinet qui achètent le château. En 1974, ils le vendent à l'Association Régionale des Infirmes Moteurs Cérébraux de Bordeaux. C'est aujourd'hui une propriété d’un peu plus de sept hectares autour de la chartreuse du XVIIIe siècle.

#### Le château de Fontenille
(avril 2015).
Ce domaine de Fontenille (ou Fontemille selon les textes) est situé au sud de la route de Branne, près de Mélac. Au XVIIe siècle, Léonard de Cadouin était propriétaire de la terre de «Fontenille» dans la paroisse de Tresses. D'autres branches de cette famille étaient installées à La Romaningue à Pompignac et à Mouchac dans la commune de Grézillac. Léonard de Cadouin mourut à Tresses en 1675 à l'âge de soixante quinze ans. Son fils Léonard, époux de Louyse de Fourcade, hérita du domaine. Le 12 août 1716, c'est François de Cadouin qui rendit hommage pour sa maison noble de Fontenille, à Mélac, en petite prévôté d'Entre-deux-Mers, sénéchaussée de Guyenne. Le 25 septembre 1721, sa fille Magdelaine épousa en la chapelle du château, François de Calmeilh fils de François de Calmeilh, seigneur de Poyanne époux de Marie de Mallet. Leur fils, troisième François, né en 1722, convola le 21 juillet 1761 avec Louise Gaigneron des Vallons, créole de la Martinique.
Sous la Révolution, Louise des Vallons qui est veuve depuis 1770, émigra en Angleterre avec ses enfants jusqu'en 1802. Le domaine fut alors déclaré « Bien National ». Un inventaire de Fontenille décrivait un château de 13 pièces au rez-de-chaussée, et sept à l'étage avec une chapelle privée On déclarait que le domaine n'est pas d'un grand rapport. Il est vendu le 23 Floréal an II (mai 1794) au citoyen Mathieu. La belle Tallien «Notre Dame de Thermidor» a quelquefois séjourné au château à Mélac lors de son séjour bordelais (1793-1794).
En 1868, la propriété appartenait à M. Dufresne. L'ouvrage d'Edouard Guillon (châteaux de la Gironde) signale une belle construction sans pavillons, ni tourelles, avec la chapelle et de beaux appartements. Il y avait de beaux jardins ; on y arrivait par une longue charmille aboutissant à la route de Branne. À cette époque, le vignoble produisait en année ordinaire, de 40 à 50 tonneaux de vin. Fontenille qui avait subi les outrages du temps a été remarquablement restauré par Jacques Granchamp des Raux qui a installé sur le domaine un élevage de chevaux.

#### Le château de Lisennes
(avril 2015).

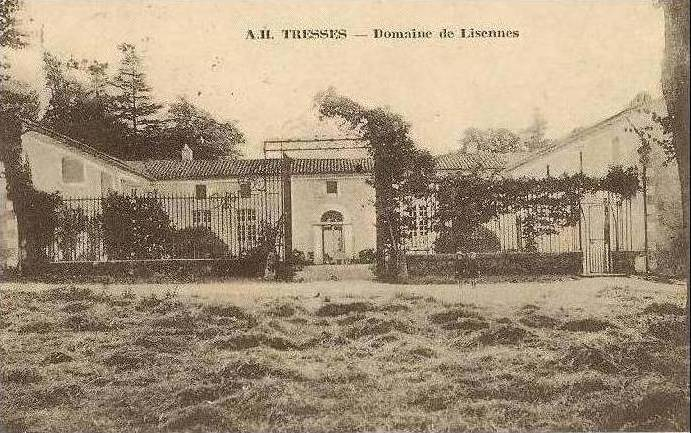
La chartreuse du château de Lisennes vers 1900-1920.

Le nom de «Lisennes» est cité pour la première fois dans un texte de 1758. L'origine viendrait d'une racine LIZE comme «GLAISE» : terre grasse ou boueuse. La vigne y est présente depuis longtemps. Le plus ancien propriétaire connu est Étienne de Baritaud, conseiller du Roy, avocat général de la Cour des Aydes de Guyenne au début du XVIIe siècle. Sa fille, Marie de Baritault, épousa Bertrand de Testard écuyer et leur fille Marie, en 1695, César de Rabar, capitaine de chevau-légers. Le 27 septembre 1742, dame Marie de Testard, veuve de Messire César de Rabar, légua par testament ses possessions dans la paroisse de Tresses et paroisses «circonvoisines» à son fils Joseph, chevalier, seigneur de Beaumale, lieutenant de messieurs les maréchaux de France, habitant en son château de Beaumale (situé à Saint-Denis de Pile). Le 9 juin 1758, Joseph de Rabar vendit le domaine à Guilhaume Bardon, fourrier des gendarmes de la garde ordinaire du Roy : «Consistant en une maison, deux chays et un cuvier, vaisseaux vinaires, outils aratoires, bétail, jardin. Plus une métairie à deux paires de bœufs… Terres labourables, vignes, prairies, coudrières, bois, taillis, terres en bruyères, landes…»
Le 15 du mois de juin 1758, le sieur Guilhaume Bardon prenait possession de Lisennes par un acte notarié. En 1785, ce même domaine va changer à nouveau de propriétaire. Les dames Bardon, sœurs héritières, vendaient à Jean Laporte, négociant à Bordeaux. Sur l'acte de vente de Maître Rauzan, on apprend que l'habitation principale a été rénovée et conçue en chartreuse selon un type commun à l'Entre-deux-Mers. Avant la Révolution, Jean Laporte fit édifier la magnifique grille qui ferme la cour intérieure de Lisennes. Adepte des idées nouvelles il ne manquait pas de citer Jean-Jacques Rousseau dans un procès de 1792. Il était producteur de vin, mais aussi de blé et de pommes de terre. Jean Laporte faisait de bonnes affaires, ce qui lui permet d’acheter, en 1792, un autre domaine appelé Baritaud, dans la commune voisine de Carignan. Mais à son décès, il est ruiné. La feuille d'affiches et d'annonces de la ville de Bordeaux imprime la publication de vente à l'audience des criées du Tribunal de première instance de Bordeaux en date du 22 avril 1811.
Le nouveau propriétaire, Étienne Delors, pharmacien à Bordeaux au no 8, façade des Chartrons, prenait possession de quatre-vingt-quinze hectares dont vingt-trois en vignes et trente et un en terres labourables avec huit hectares de prairies, le reste en bois, châtaigneraies et vimières. Célibataire, il est décédé à Bordeaux en 1850 et a légué ses biens à M. Taillefer-Forcade, également pharmacien. M. Laurent-Prosper Taillefer vendit son domaine en 1861, pour la somme de 200 000 francs, à M. Louis-François Léopold Chasseriau qui fit fortune en Malaisie à Pulo-Penang dans le détroit de Malacca. Il changea le nom de Lisennes en Pinan, en souvenir de sa propriété en Malaisie.
Les revers de fortune touchèrent aussi ce propriétaire et une vente judiciaire de 1876 fit passer le domaine à Mme Ducoux. Sur l'affichage d'adjudication, figurait une description de Lisennes (qui retrouve son nom) : «Maison de maître avec grande cour d'entrée fermée par une grille en fer, au milieu de laquelle existe un très grand et magnifique portail aussi en fer… La façade du midi est éclairée par six fenêtres et une porte ouvrant sur le jardin dans lequel on descend par un large perron à trois côtés ; elle a le même nombre d'ouvertures dans la cour d'entrée. La maison de maître et les avant-corps sont surmontés d'un premier étage formant grenier où on monte par deux escaliers en bois… à côté et attenant à la maison se trouve la cour intérieure avec portail d'entrée, divisée en deux parties : dans l'une sont les volières et le pigeonnier, dans l'autre existe un hangar supporté par des piliers en bois».
Le 11 avril 1899, Mme Ducoux vendait Lisennes à M. William Taylor, d'origine britannique. Le domaine représentait, il y a un siècle, 82 hectares. Dans une lettre écrite à W. Taylor, Mme Ducoux vante les avantages du domaine : «Ma propriété est, avec une autre, citée dans le pays, comme la plus grande, la plus belle et la mieux cultivée ». William Taylor avait 23 ans et effectuait cet achat après un héritage. Il était ingénieur agricole de l'école de Grignan. Après 39 années d'exploitation, William Taylor vendit Lisennes à M. Jean-Léon Soubie le 31 août 1938. Ce fut hélas très vite la guerre, quelques mois après l’achat et l'arrivée, en 1940, de nombreux réfugiés belges qui logèrent quelque temps dans les bâtiments. Ces années difficiles furent aussi, pour le nouveau propriétaire, celles de l'apprentissage de l'agriculture, car il était négociant en légumes secs. Son fils, Jean-Pierre Soubie, est depuis 1972 le douzième propriétaire depuis Étienne de Baritaud au XVIIe siècle. Lisennes est actuellement un vignoble de 50 hectares composé de cépages nobles sur ses terres « fortes » et « lizes ».

#### Le château Palot
(avril 2015).
Situé à côté du bourg, le château est désigné sous le nom de Balguerie dans certains plans cadastraux. Au XVIIe siècle, il appartenait à Gratien Pallot, seigneur de Puch de Gensac. La famille Balguerie, devenue propriétaire au XVIIIe siècle, y est toujours présente depuis cette époque. Le premier propriétaire de la famille Balguerie était Jean-Pierre, second maire de Tresses, époux de Marie-Marguerite Corregeolles. Il appartenait à une famille protestante, originaire de l'Agenais, qui se dispersa à la suite de la révocation de l'Édit de Nantes. Il s'était lancé dans des entreprises maritimes et coloniales et entretenait des relations d'affaires suivies avec Saint-Domingue. De son mariage, il eut quatre enfants, dont Jean-Isaac et Pierre, ce dernier étant plus connu sous le nom de Balguerie-Stuttenberg.

#### Le château de la Séguinie
(avril 2015).

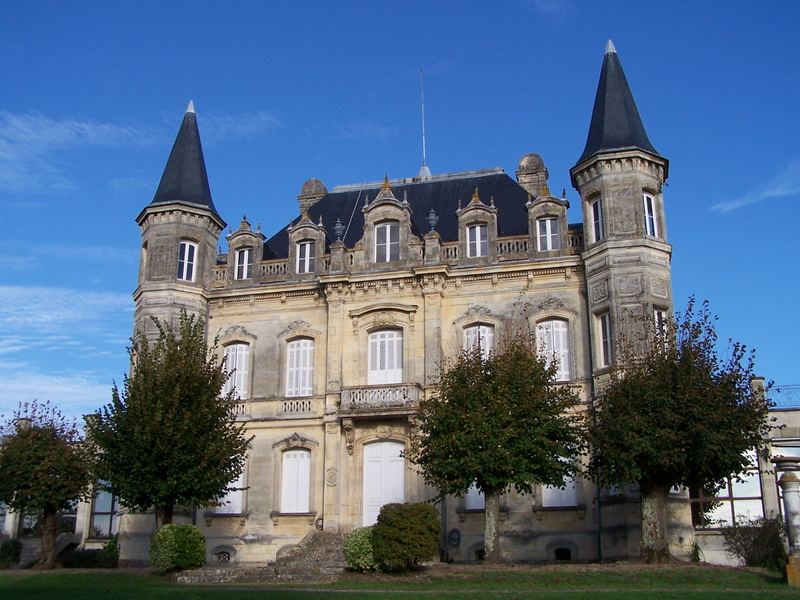
Château la Séguinie

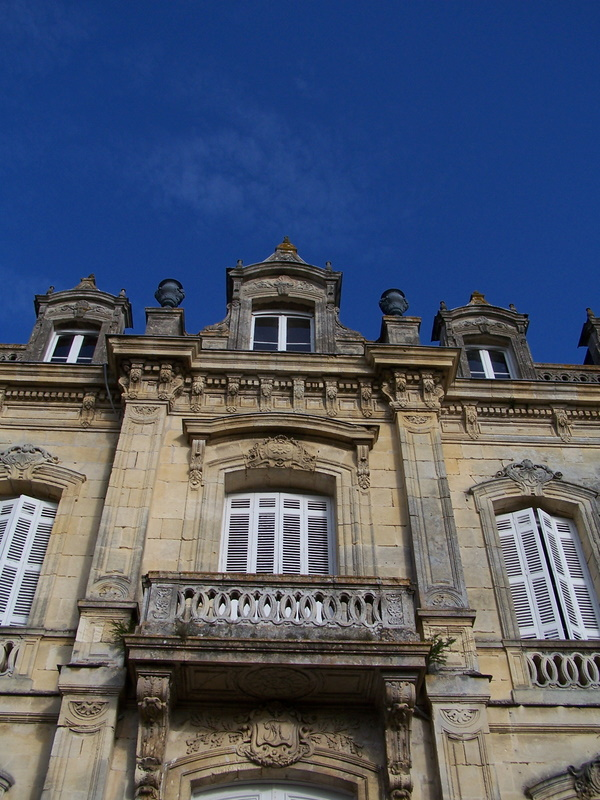
Château la Séguinie

Ce château tressois date de 1861. L'ouvrage d'Edouard Guillon (châteaux de la Gironde) le signale de la façon suivante : «Lemy était autrefois une petite maison située au sud de l'église de Tresses sur une croupe qui s'élève entre deux ruisseaux ; elle appartint successivement à monsieur Lémy, à monsieur Seguin et à madame Saunier qui, vers 1860, la vendit avec la propriété environnante à monsieur Teyssonneau, industriel, connu pour un système de bouchage. Le nouveau propriétaire fit construire, à côté de cette maison isolée, le château qui est un petit rectangle élevé de plusieurs étages et flanqué de quatre tourelles hexagonales terminées par des pignons ardoisés. L'ensemble de cet édifice qui date de 1861 est élégant, de bon goût, enrichi de sculptures ; le toit conique surmonté d'une terrasse est d'un bel effet : autour, sont des parterres, des grands ormeaux, des servitudes, des serres et l'ancienne maison Lémy ; au pied de la croupe, coule un ruisseau entourant une île couverte de fleurs et d'arbustes où l'on arrive par des ponts élégants. Ce château a déjà vu quelques réunions nombreuses ; il y a eu, non des tournois, mais des courses de chevaux et les journaux de Bordeaux ont rendu compte de celle qui s'y donna le dimanche 16 juillet 1865, à laquelle assistèrent plus de deux mille personnes…Le domaine est peu important ; il se compose de quarante et quelques hectares dont une partie est en futaie et en bois taillis ; il y a peu de vignes et il ne s'y récolte guère que quinze à dix huit tonneaux de vin »
Les campeurs peuvent remercier M. Teyssonneau puisque cet homme est l'inventeur de l'indispensable clé utilisée pour ouvrir les boîtes de sardines. L'année de la construction fut aussi celle de l'élection de Charles Teyssonneau comme maire de Tresses. Il présida aux destinées de la commune pendant 12 ans, de 1861 à 1870 et de 1874 à 1876. Il incita les agriculteurs tressois à produire des haricots verts et des petits pois qu'il leur achetait en priorité.
Le château était entouré d'un vignoble ; en 1863, l'édition de «Bordeaux et ses vins» de Féret indique trente cinq tonneaux de vin rouge et dix huit tonneaux de vin blanc. En 1922, vingt de rouge et cinq de blanc. En 1940, Bordeaux était promue capitale d'un pays à la dérive. Le gouvernement s'installa dans la ville et les ambassades suivirent. Le Nonce apostolique Valerio Valeri habita pour peu de temps au château. Les soldats allemands, en garnison à Tresses, occupèrent aussitôt «La Séguinie» jusqu'en août 1944. Depuis le milieu de ce siècle, la vigne a disparu et de nombreux propriétaires se sont succédé. La famille Vaissières, installée en 1957, a vendu le bâtiment en 1967 à «La Séguinie Formation». Ce centre régional de promotion agricole et rurale a cessé ses activités en 1997. Après avoir obtenu le parc boisé,  la municipalité de Tresses a acquis, en 1998, le château. La commune a donné une nouvelle existence à ce domaine mis au service de la vie associative locale en regroupant sur ce site une grande partie des activités de loisirs, dont la ludothèque pilotée par la communauté de communes des Coteaux Bordelais.

#### Le château Senailhac
(avril 2015).
Il faut feuilleter à nouveau «Les châteaux de la Gironde» d'Edouard Guillon (1868) pour se plonger dans l'histoire de cette demeure. «Ce château est désigné dans les vieux titres sous le nom de la «Motte de Tresses» ; il est situé sur les limites de cette commune et celle d'Artigues, où il s'élève sur une éminence qui a pu être un point militaire mais où nul vestige ne révèle l'existence d'une motte dans l'aspect archéologique du mot. Ce fut une maison noble qui appartenait au XVIIIe siècle à la famille de Senailhac dont elle a conservé le nom. En 1740, Jacques de Senailhac, conseiller à la Cour des Aides, était seigneur de la maison noble de la Motte de Tresses et, vers 1750, Raymond de Senailhac, son fils, prenait les mêmes titres et se mariait avec Antoinette Dufau dont il eut une fille nommée Marguerite. Marguerite de Senailhac épousa Martin de Beynette et le fit propriétaire de la Motte que l'on continua à appeler Senailhac…
Ce château se compose de quatre corps de bâtiments entourant une cour carrée. Le plus important qui est un logis de maître, est un rectangle de bon goût flanqué de deux petites tourelles, précédé d'une véranda ; les autres corps de bâtisses sont les servitudes surmontées de deux larges pavillons carré. L'ensemble de l'édifice n'a rien de monumental: devant, se déroule un vaste terrain qui commence par des parterres et se termine en bas par des prairies».
Le château et les terres sur Tresses et Artigues (153 journaux) furent déclarés « biens nationaux ». Marguerite, qui habite le domaine avec sa fille pendant la période révolutionnaire, était en effet épouse d'émigré. Le 3 Ventôse de l'an II de la République (février 1794), il est noté que la citoyenne Senailhac, femme de Beynette, ayant fait divorce aux termes de la loi, est réintégrée dans tous ses droits. Elle sauve ainsi le domaine et ses biens familiaux ! À sa mort, Mlle de Beynette hérite du domaine et épouse M. Duffour Dubessan. De ce mariage, vinrent deux sœurs dont l'une épousa M. Mantl, d'origine allemande avec qui elle habita Senailhac qui était une vieille habitation en ruine. «Vers 1845-1846, M. Mantl la fit restaurer et remanier sur une grande échelle et bâtit le château actuel qui est un bel édifice bourgeois ; plus tard, Mme Manti quitta son mari, alla mourir à Belleville près de Paris en 1850 et, après un procès et un arrangement de famille, le château de Senailhac fut vendu en 1852 à M. et Mme Aycard qui le gardèrent peu et le revendirent le 30 septembre 1856 à M. Gibert» (E. Guillon 1868)
Le 8 juin 1872, Marguerite Anaïs Darreydou, veuve de M. Gibert, revendait le domaine à Mlle de Saint-Amour. Le 1er décembre 1881, M. Frédéric Grédy, négociant, achetait Senailhac revendu par la famille Grédy le 26 janvier 1918. Le nouveau propriétaire était Edouard Margnat, négociant, demeurant à Marseille. À sa mort, en 1943, ses trois fils Paul, Robert et Jacques héritent du domaine et le gèrent jusqu'aux années 1990. La propriété a été acquise en 2000 par la Société des Grands Vins de la Gironde où 40 ha sont réservés au vignoble constitué des meilleurs cépages.
Depuis 2015, le château Senailhac appartient à l'actrice et chanteuse chinoise Zhao Wei. Elle avait réalisé auparavant l'achat de deux propriétés à Saint-Émilion et vient d'acquérir tout récemment une quatrième propriété dans le Fronsadais. Des chambres d'hôtes de standing sont proposées dans le château Senailhac.

### Personnalités liées à la commune
- Jean-Isaac Balguerie (1771-1855), négociant bordelais et député de la Gironde, maire de Tresses.
- Émile Fourcand (1819-1881), sénateur, maire de Bordeaux né le 14 novembre 1819 à Bordeaux, décédé le 2 septembre 1881 à Tresses.
- Pierre Sebileau (1860-1953), médecin anatomiste français mort à Tresses.
- Julien Soucours (1926-2017), athlète spécialiste du 3 000 m steeple, né à Tresses.
- Élodie Godin (1985- ), basketteuse.

### Héraldique
| Blason de Tresses | Blason  | D'azur à la barre d'or chargée de trois grappes de raisin de gueules, tigées et feuillées de sinople, posées dans le sens de la barre, accompagnée en chef d'une colombe contournée d'argent essorante tenant dans son bec un rameau d'olivier de sinople, et en pointe d'un clocher fortifié d'argent posé de front. |
| Blason de Tresses | Détails | Blason officiel depuis 1978, présent sur le site internet de la commune. |